# 난바역 (오사카시 고속 전기궤도)
난바역(일본어: 難波駅)은 일본 오사카부 오사카시 주오구와 나니와구에 걸쳐 있는 오사카시 고속 전기궤도의 역이다. 미도스지 선, 요쓰바시 선, 센니치마에 선이 운영되고 있다.

## 이용 가능 노선
다음 역 · 노선과는 지하도 등을 통해서 환승이 가능하다.
- 난카이 전기철도 - 난바 역
  - 난카이 본선
  - 고야 선
- 긴키 닛폰 철도·한신 전기철도 - 오사카난바 역
  - 한신 전기 철도 (나라 선 직통)
  - 한신 난바 선
- 서일본 여객철도 (JR 서일본)
  - 간사이 본선 (야마토지 선)

## 역사
- 1935년 10월 30일: 1호선(현, 미도스지 선)의 신사이바시 ~ 난바 역간 연장 개통으로 영업 개시.
- 1965년 10월 1일: 3호선(현, 요쓰바시 선)의 니시우메다 ~ 다이코쿠초 역간 연장 개통으로 난바모토마치역(역 등의 안내 표시가 "난바모토마치"으로 표기됨)이 영업 개시.
- 1970년 3월 11일: 센니치마에 선의 사쿠라가와 ~ 다니마치 9초메 역간 개통에 따라, 요쓰바시 선의 난바모토마치 역을 난바 역에 통합.
- 1982년 10월: 역 개량 공사 착수.
- 1987년 3월 15일: 미도스지 선 난바 역에 새로운 2번 승강장이 완성되면서 1,2번 선 승강장이 서로 분리됨.
- 2013년 10월 31일: 역 상업 시설 "ekimo난바"가 개업함[1].
- 2014년 10월: 센니치마에 선에 이동식 승강장 울타리 설치[2]

## 역 구조
미도스지 선은 단선 승강장 2면 2선의 지하역이다. 2번 승강장은 1987년에 신설된 것으로 센니치마에 선, 긴테쓰 선, 한신 전철과는 지하 1층을 경유하지 않고 최소한의 상하 이동으로 환승 가능하다. 1번 선 승강장의 폭은 7.6m, 2번 선 승강장의 폭은 10m이다.
개업 당초에는 섬식 승강장 1면 2선의 형태였지만, 이용객의 증가로 러시아워에는 한계에 도달했다. 혼잡 완화로 인하여 현재의 형태로 바꾸고 1번 선 승강장에는 우메다 방면의 열차에 승차하지 못하도록 울타리를 세워 두었다.
요쓰바시 선, 센니치마에 선 모두 섬식 승강장 1면 2선의 지하역이다. 요쓰바시 선 승강장은 JR 난바 역 근처의 위치에 있고, 미도스지 선의 승강장에서 직선 거리로 서쪽으로 250 ~ 300m가량 거리가 있다. 센니치마에 선 승강장은 센니치마에도리의 지하, 미도스지 선 승강장과 요쓰바시 선 승강장의 중간에 설치되어 있다.
미도스지 선 승강장을 중심으로 대규모 개량 공사를 하여 미도스지 선 지하 1층 대합실에 역 상업 시설 "ekimo난바"가 개업하였다.
본 역은 난바관구역 소속으로, 이 관구 역장(부역장 주재)에 의한 당역만 각역 관리가 되고 있다.
PiTaPa, ICOCA 대응 각종 카드의 이용이 가능하다.

### 승강장
| 승강장              | 노선              | 행선                                        |                   |
| 미도스지선 승강장   | 미도스지선 승강장 | 미도스지선 승강장                           | 미도스지선 승강장 |
| ------------------- | ----------------- | ------------------------------------------- | ----------------- |
| 1                   | 미도스지 선       | 덴노지・아비코・나카모즈 방면               |                   |
| 2                   | 미도스지 선       | 우메다・신오사카・에사카・미노오카야노 방면 |                   |
| 요쓰바시선 승강장   |                   |                                             |                   |
| 1                   | 요쓰바시 선       | 하나조노초・스미노에코엔 방면               |                   |
| 2                   | 요쓰바시 선       | 히고바시・니시우메다 방면                   |                   |
| 센니치마에선 승강장 |                   |                                             |                   |
| 1                   | 센니치마에 선     | 쓰루하시・미나미타쓰미 방면                 |                   |
| 2                   | 센니치마에 선     | 아와자・노다한신 방면                       |                   |

- 긴테쓰 게이한나 선과 지하철 주오 선 연락 승차권 구입의 경우에는 나가타역 경유로 지정되 있어 오사카난바 역과 직접 환승할 수 없다.

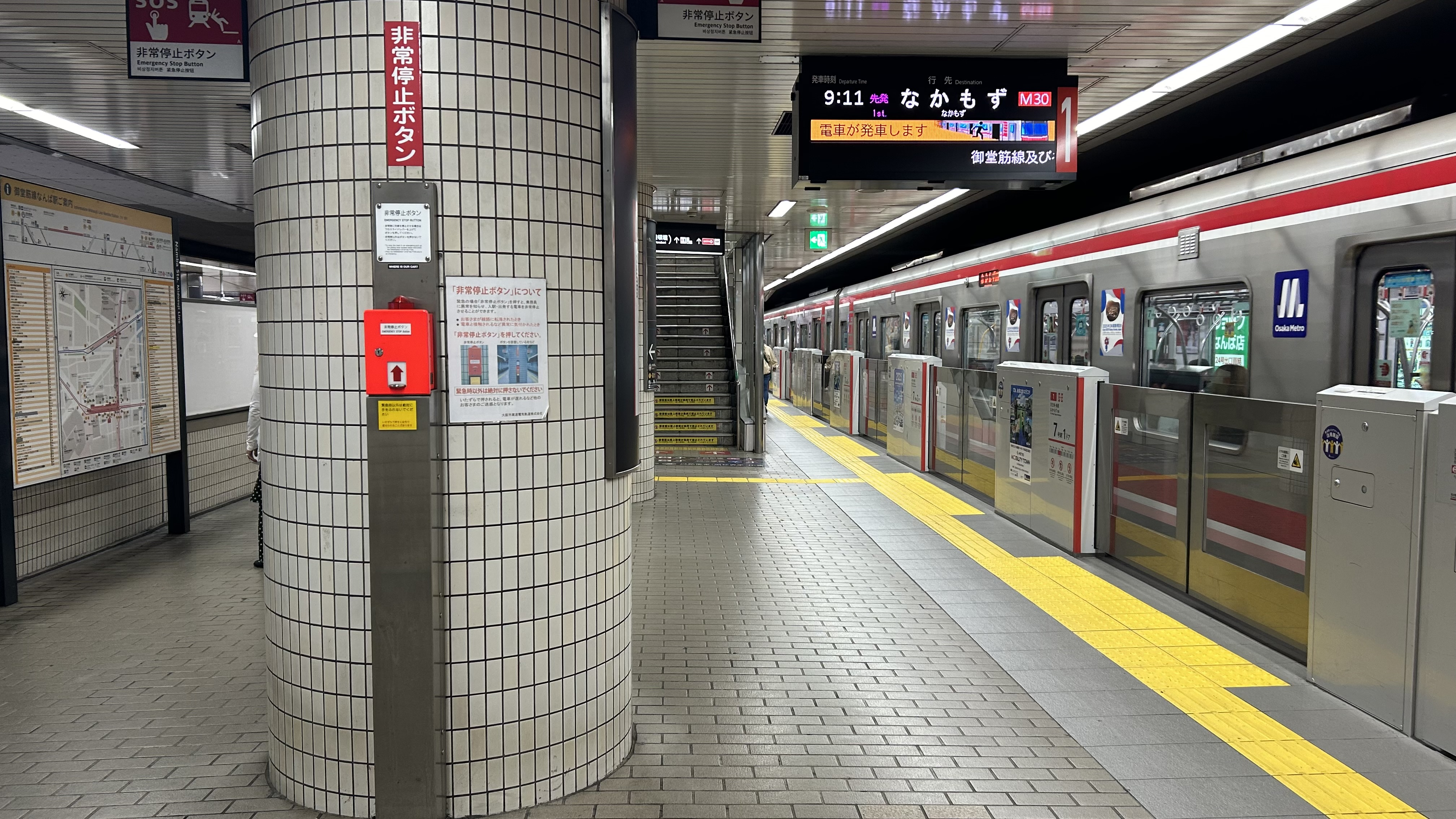
미도스지선 1번선 승강장
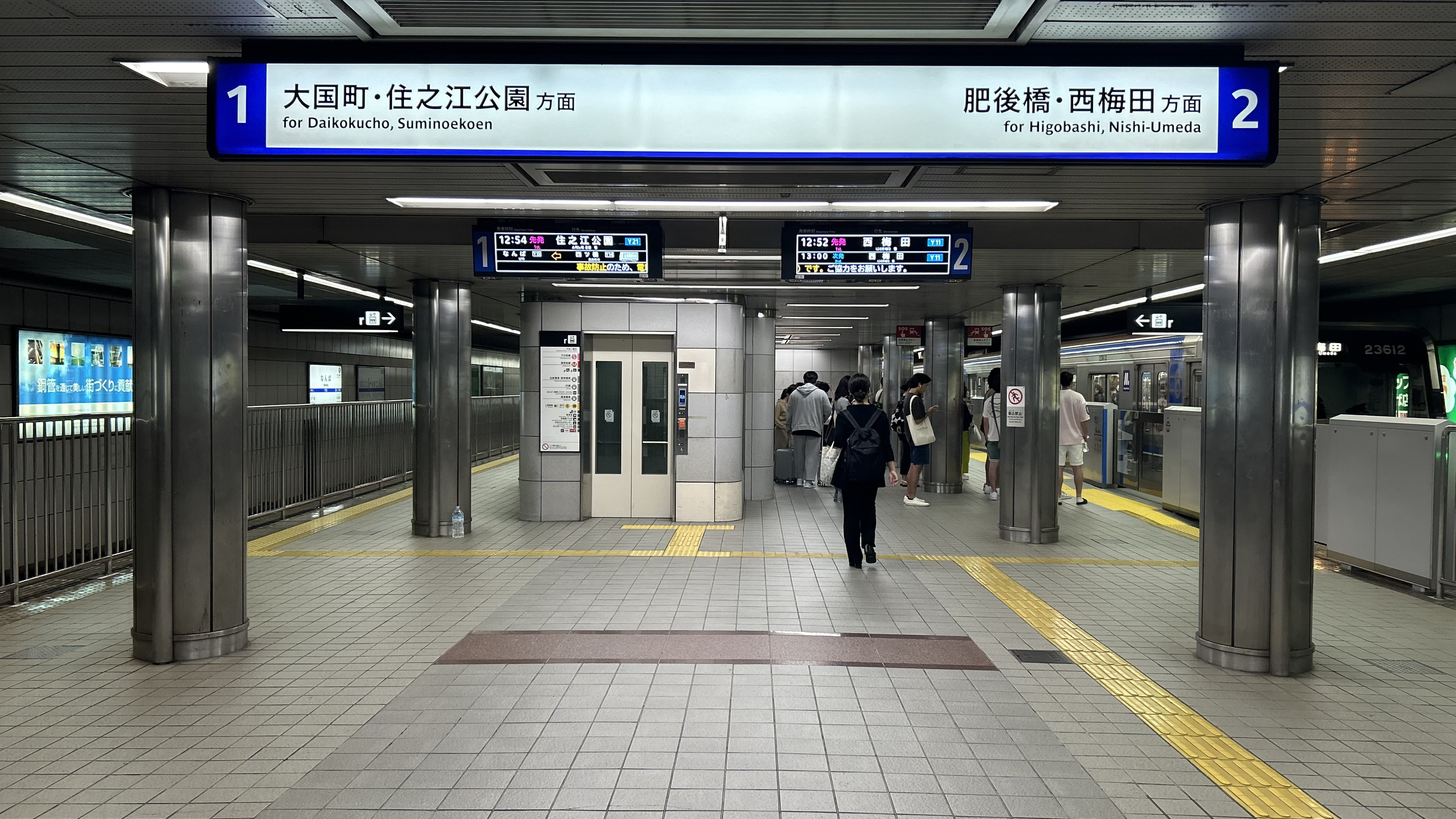
요쓰바시선 승강장
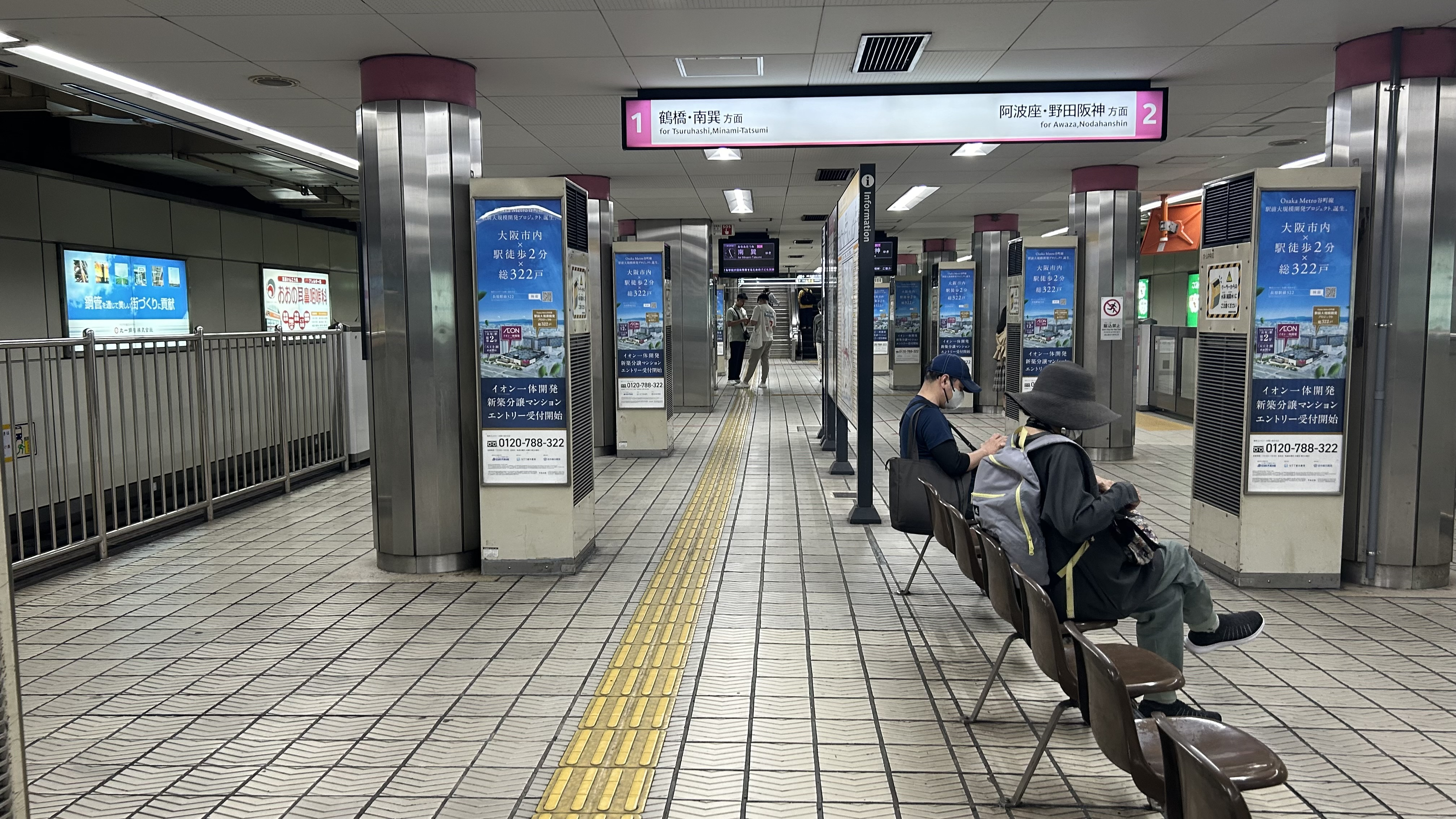
센니치마에선 승강장
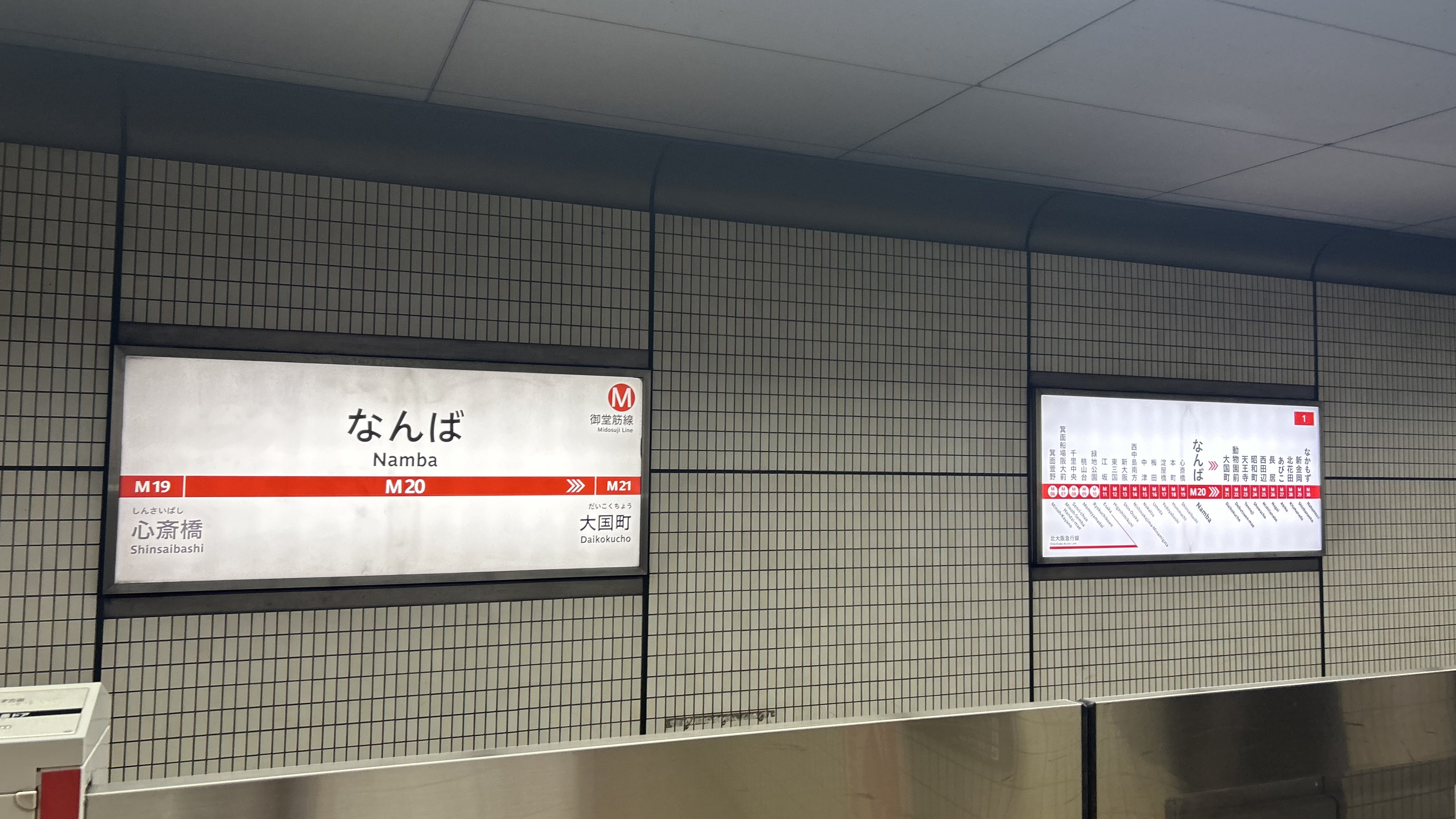
미도스지선 역명표
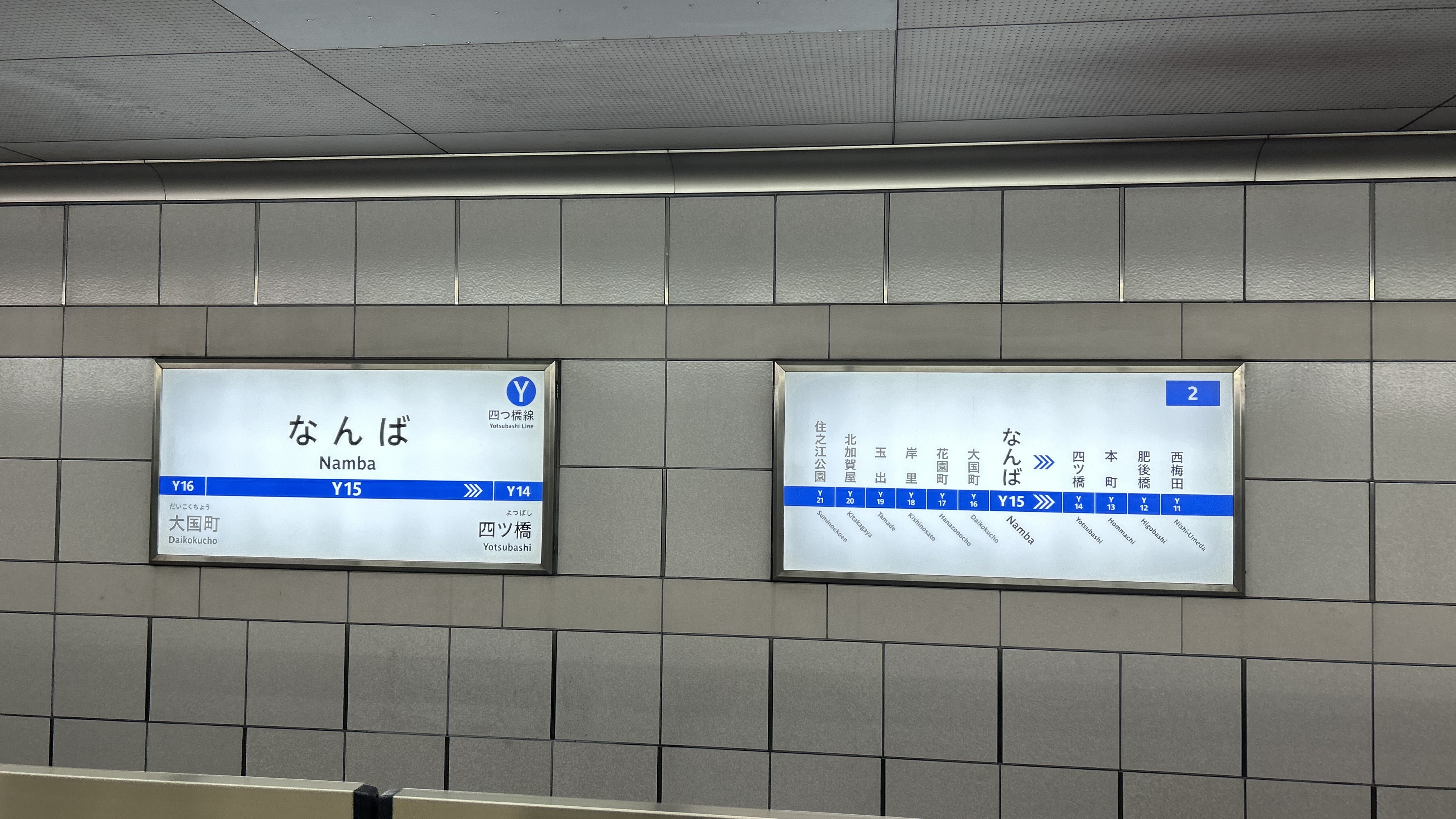
요쓰바시선 역명표
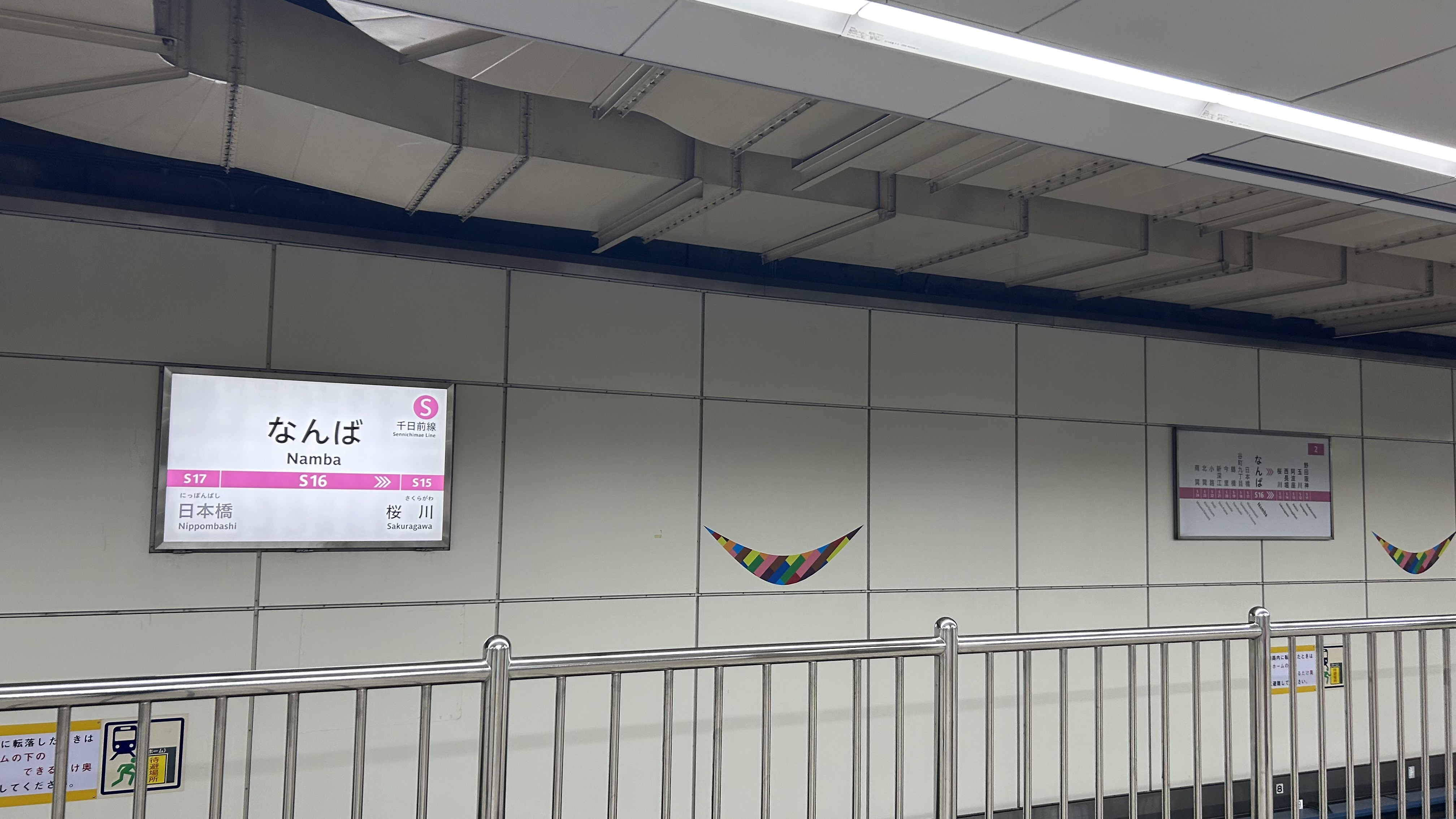
센니치마에선 역명표

### 개찰구
XX선 개찰구라고 적혀 있지만, 모든 개찰구는 콩코스나 승강장을 통해 3개 노선과 연결되어 있다.

#### 북동 개찰구・북서 개찰구

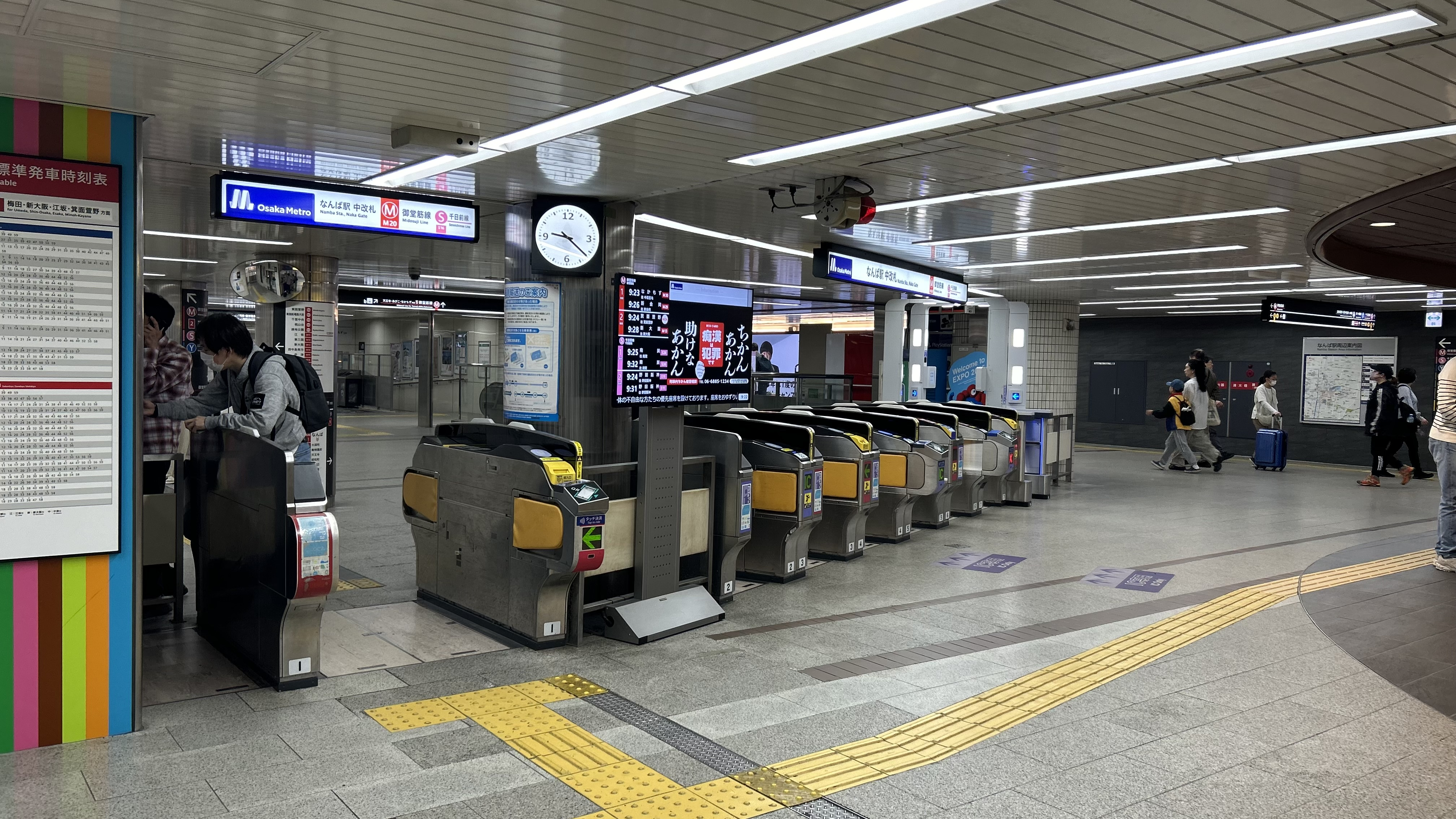
중 개찰구

긴테쓰・한신 오사카 난바역과 난바 워크, 도톤보리 방면 등으로 가는 가장 가까운 미도스지선 개찰구이며, 지하 1층에 있다. 북서쪽 개찰구는 출전 전용 개찰구이다. 오사카 난바역과 미도스지선 2호선 승강장과의 환승은 동쪽 개찰구가 더 편리하다.

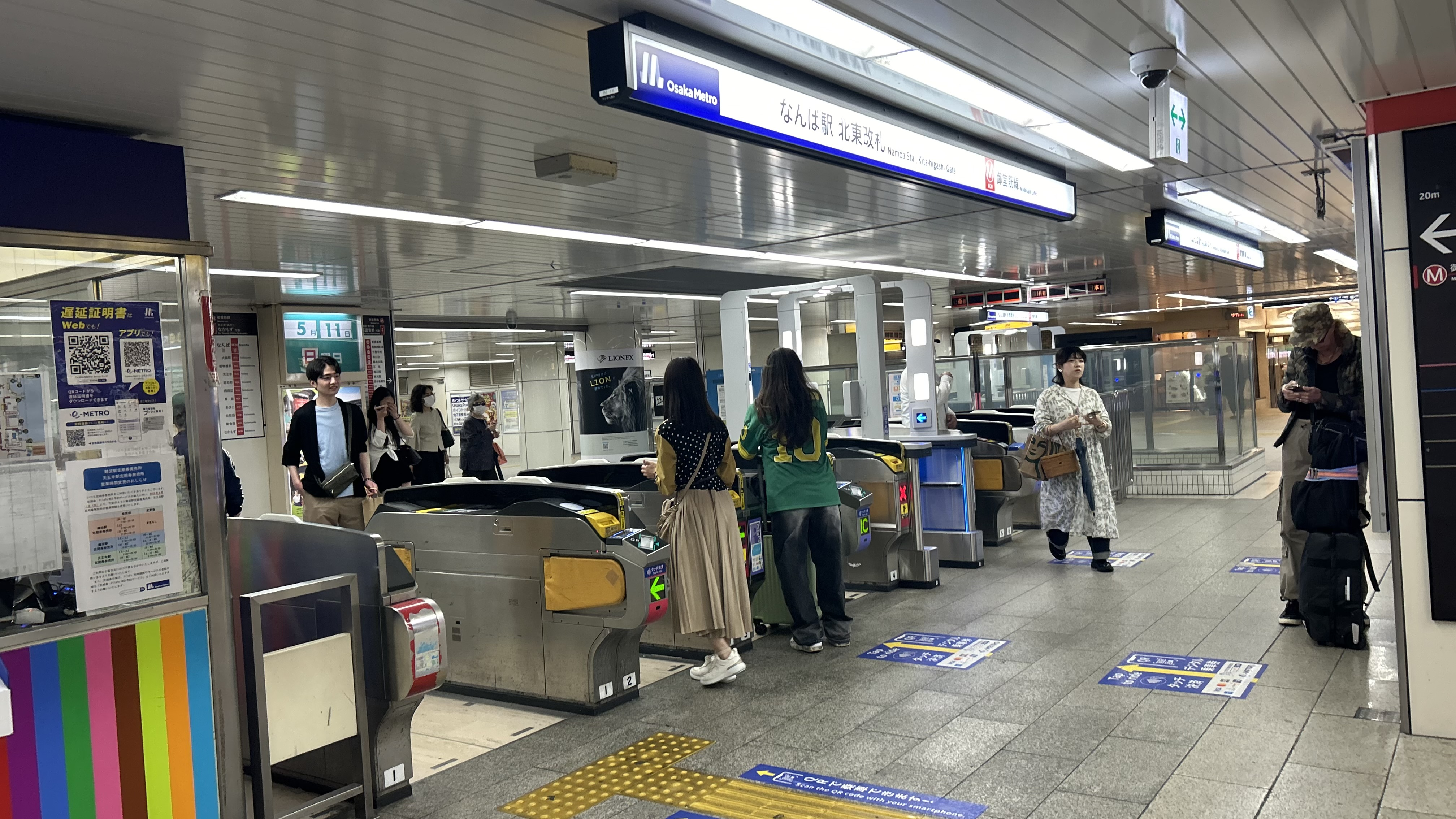
북동 개찰구
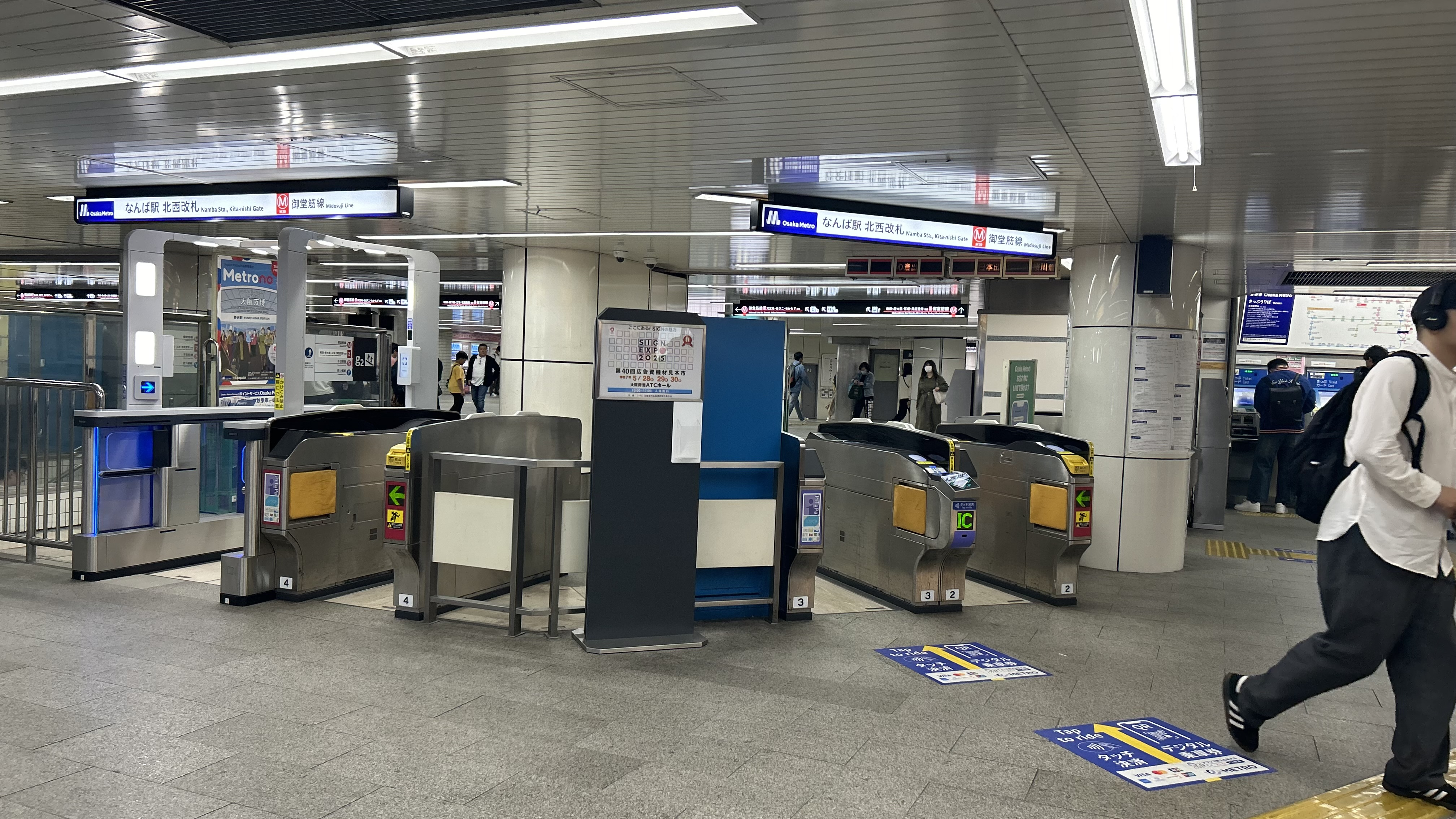
북서 개찰구

#### 중 개찰구
북동 개찰구, 북서 개찰구와 남북 개찰구 사이에 위치한 미도스지선 개찰구로 지하 1층에 있다. 남북 개찰구와는 개찰구 안의 콘코스로 바로 연결되어 있다. 또한 개찰구 안에는 엘리베이터도 설치되어 있다.

#### 남북 개찰구・남남 개찰구

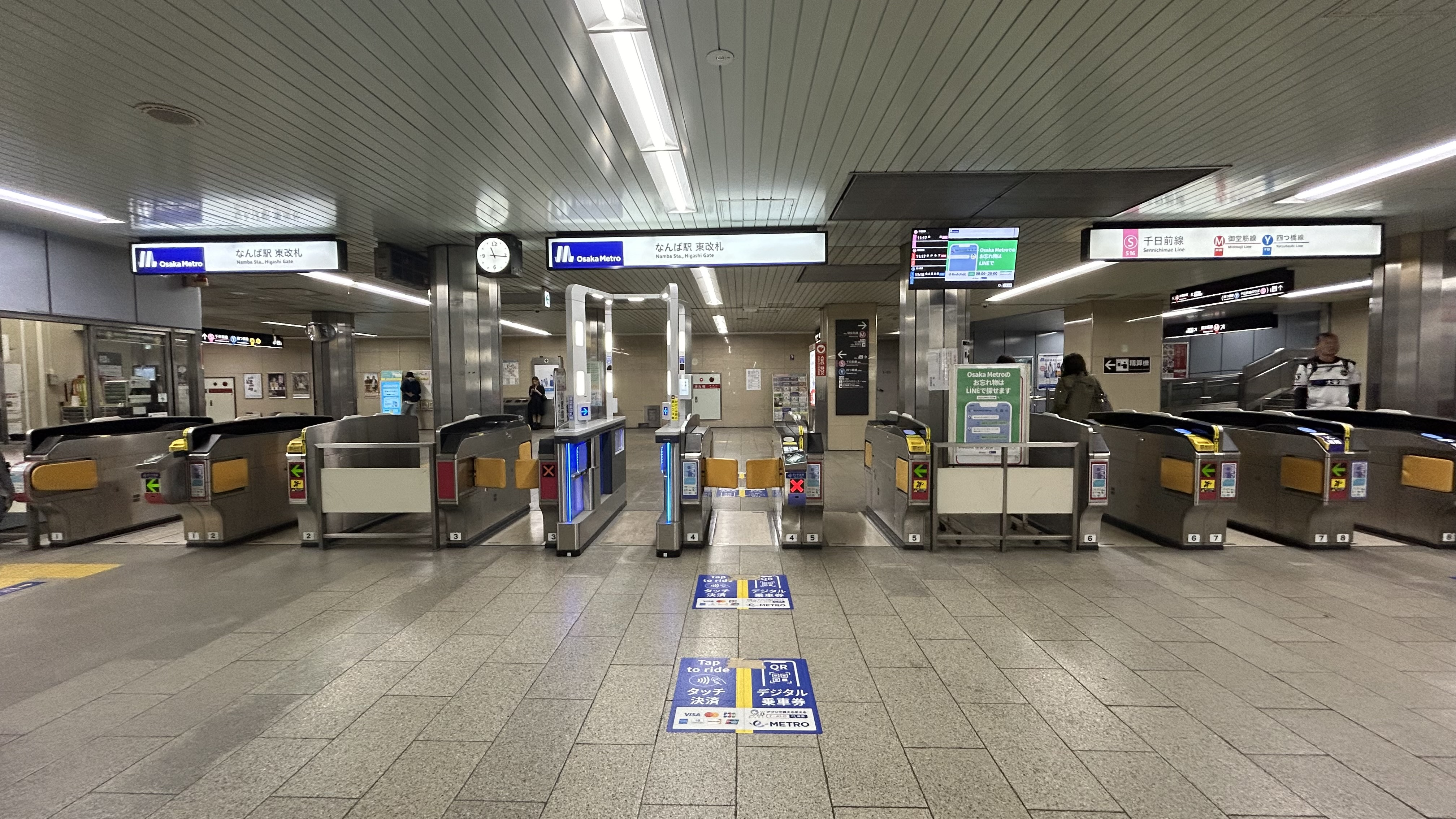
동쪽 개찰구

난카이 난바역과 다카시마야 오사카점, 난바 마루이, 난바 고속버스터미널 등과 가장 가까운 미도스지선 개찰구로 지하 1층에 있다. 이용객이 많기 때문에 남북 개찰구는 입장 전용, 남남 개찰구는 출전 전용으로 운영되고 있다.

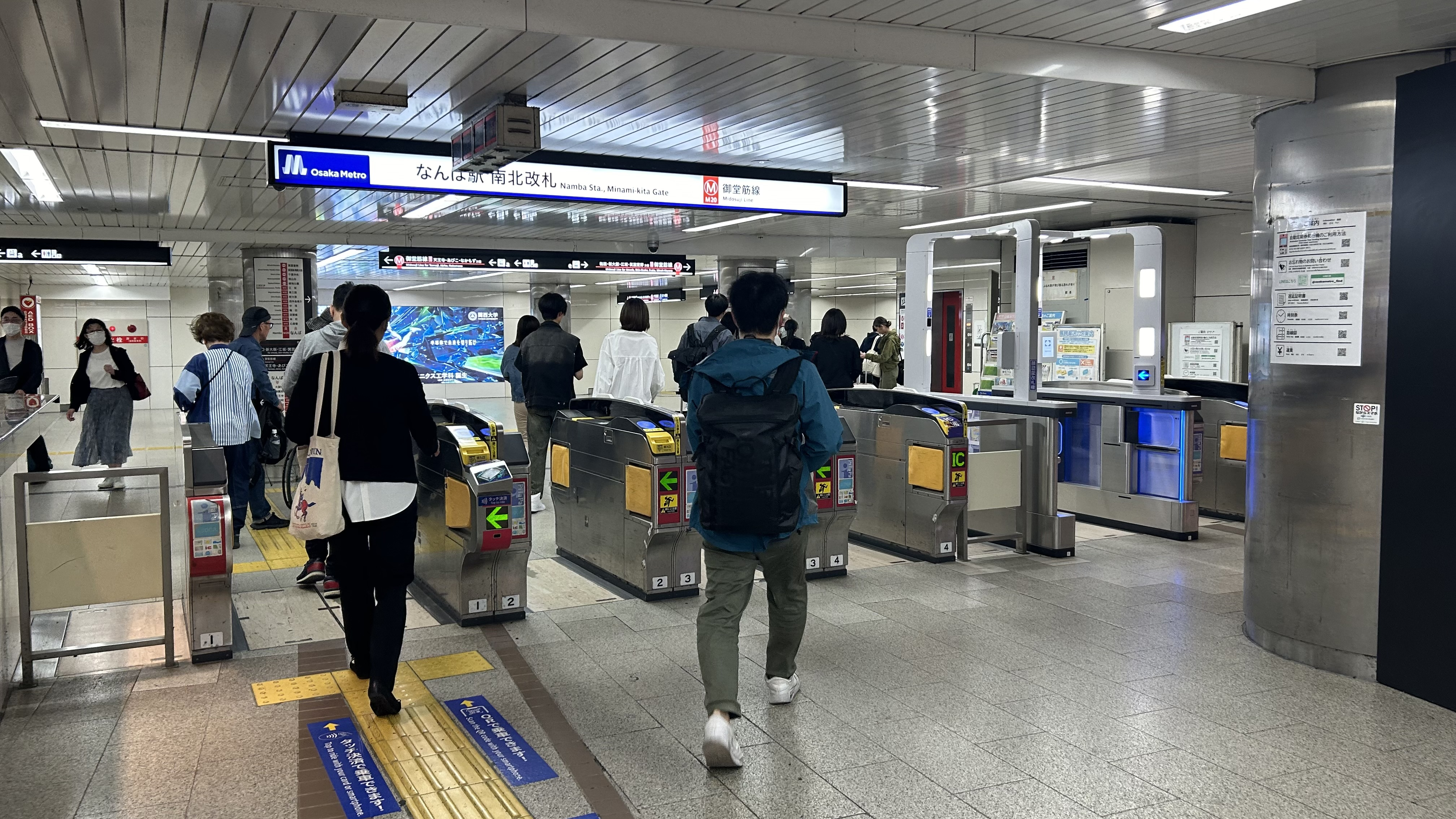
남북 개찰구
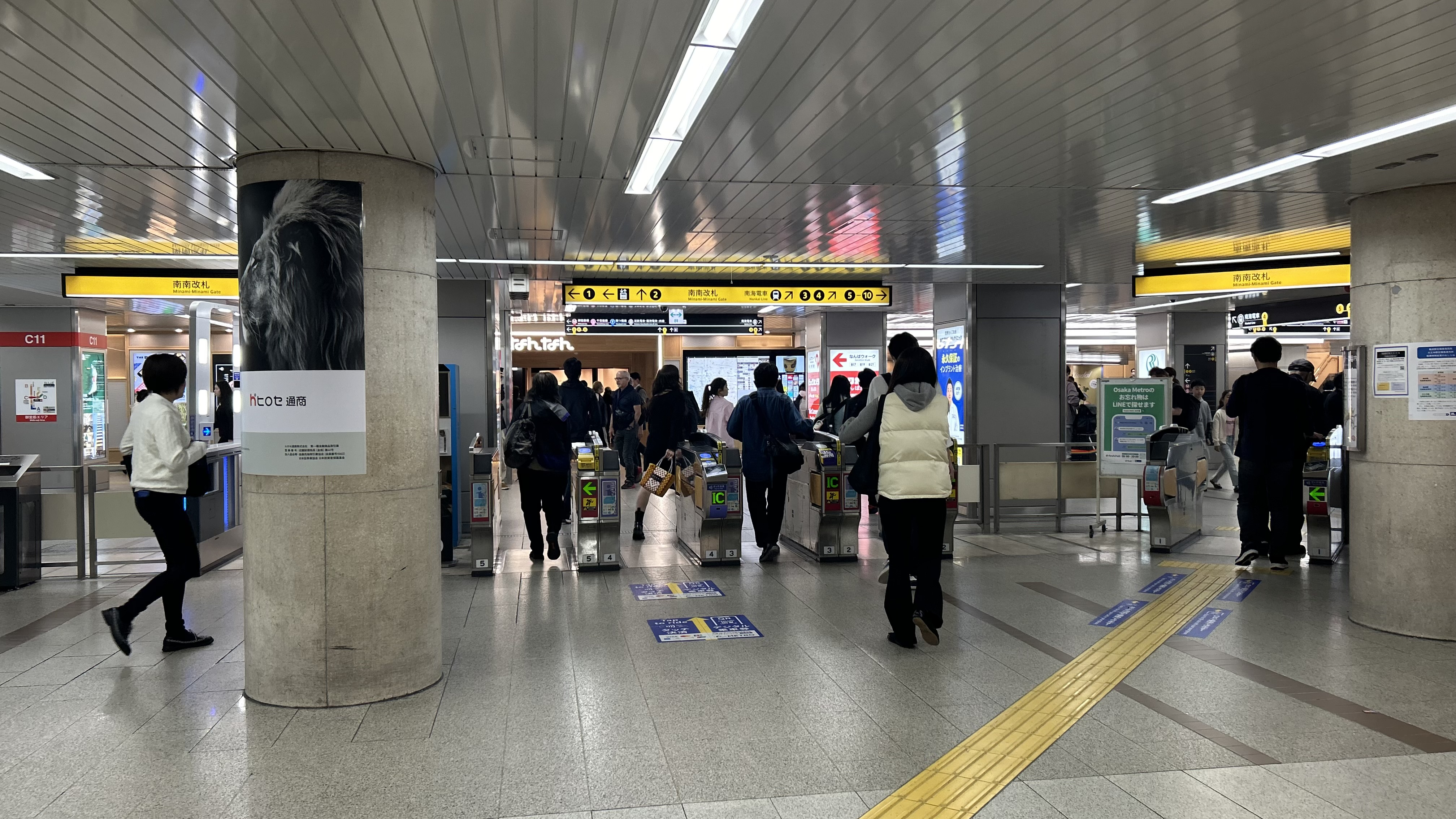
남남 개찰구

#### 동쪽 개찰구
오사카 난바역 동쪽 개찰구에 인접한 센니치마에선 개찰구로 지하 2층에 있다. 오사카 난바역과 미도스지선 2호선 승강장과의 환승 및 센니치마에선 난바 워크 등과의 가장 가까운 개찰구이기도 하다.

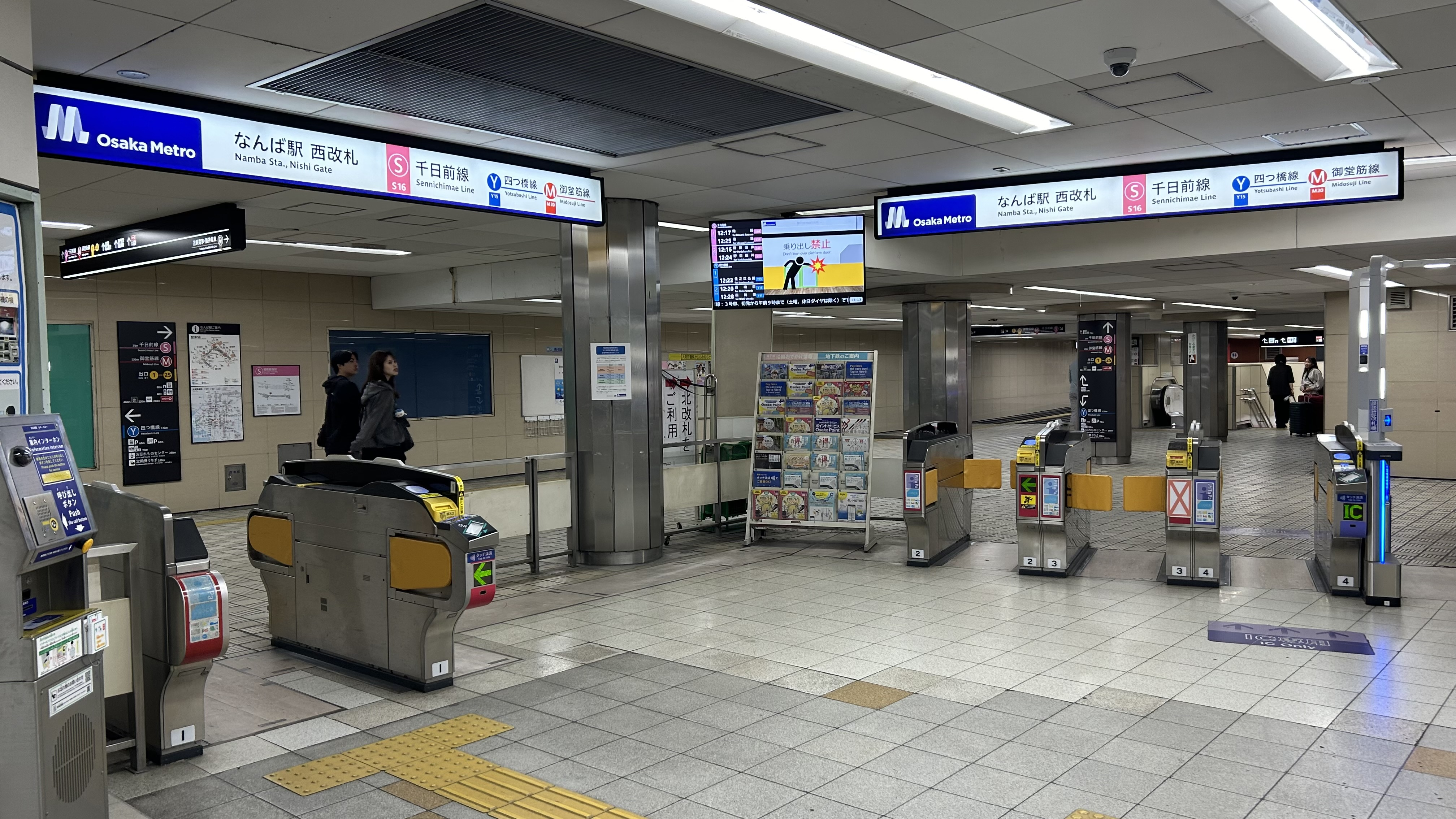
서쪽 개찰구

#### 서쪽 개찰구
오사카 난바역 서쪽 개찰구에 인접한 센니치마에선 개찰구로 지하 2층에 있다. 동쪽 개찰구와 비슷한 구조로 되어 있지만, 난바의 중심부에서 벗어난 위치에 있는 개찰구이기 때문에 동쪽 개찰구와는 달리 한산하다. 오사카 난바역과 요쓰바시 선으로 환승하거나 센니치마에선 센니치마에선 가장 가까운 개찰구다.

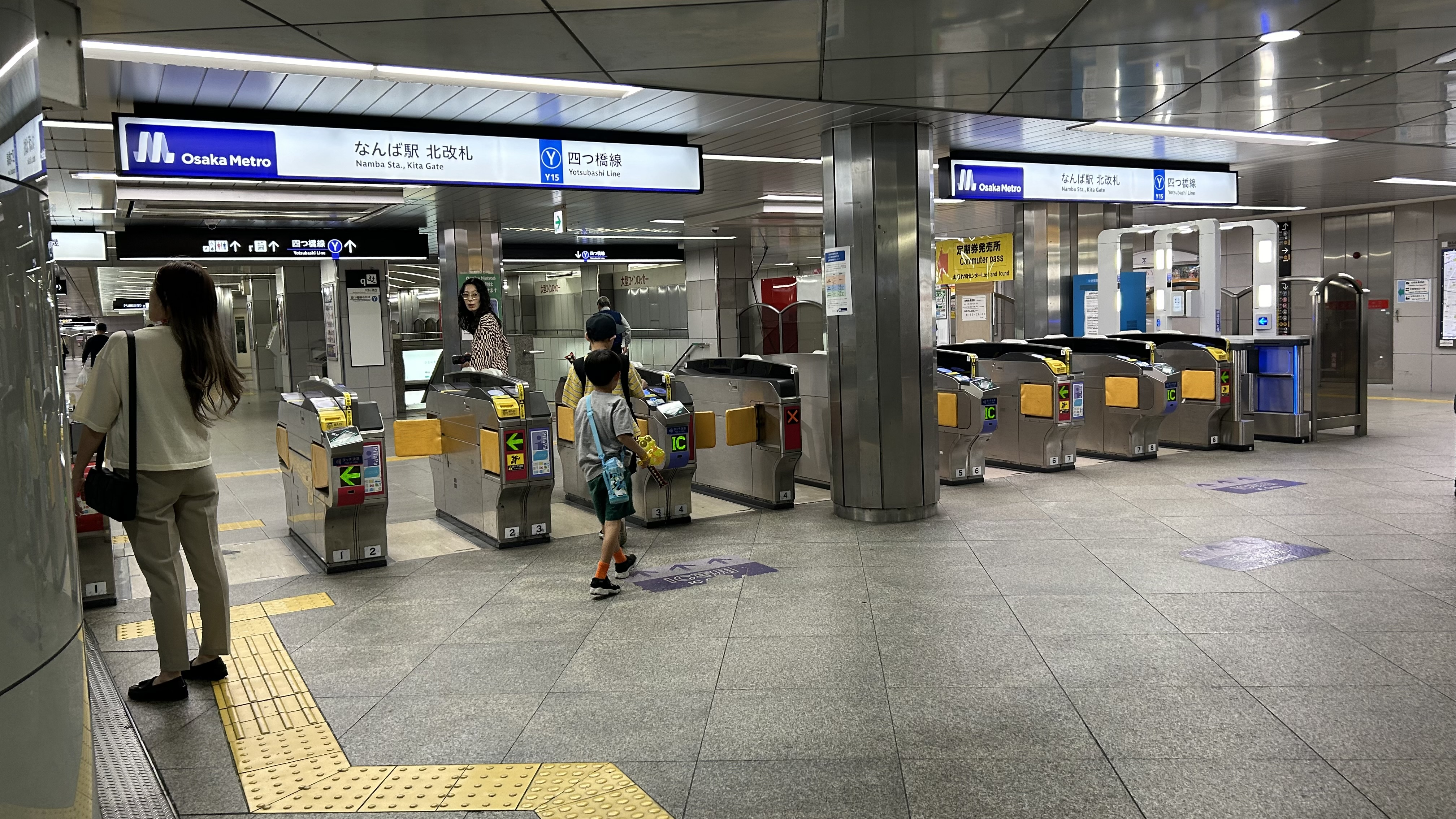
북쪽 개찰구

#### 북쪽 개찰구
미나토마치, 미나미호리에 방면 등으로 가는 요쓰바시선 개찰구로 지하 1층에 있다. 오사카시티에어터미널, JR 난바역 등과 가장 가까운 개찰구이기도 하다.

#### 남쪽 개찰구

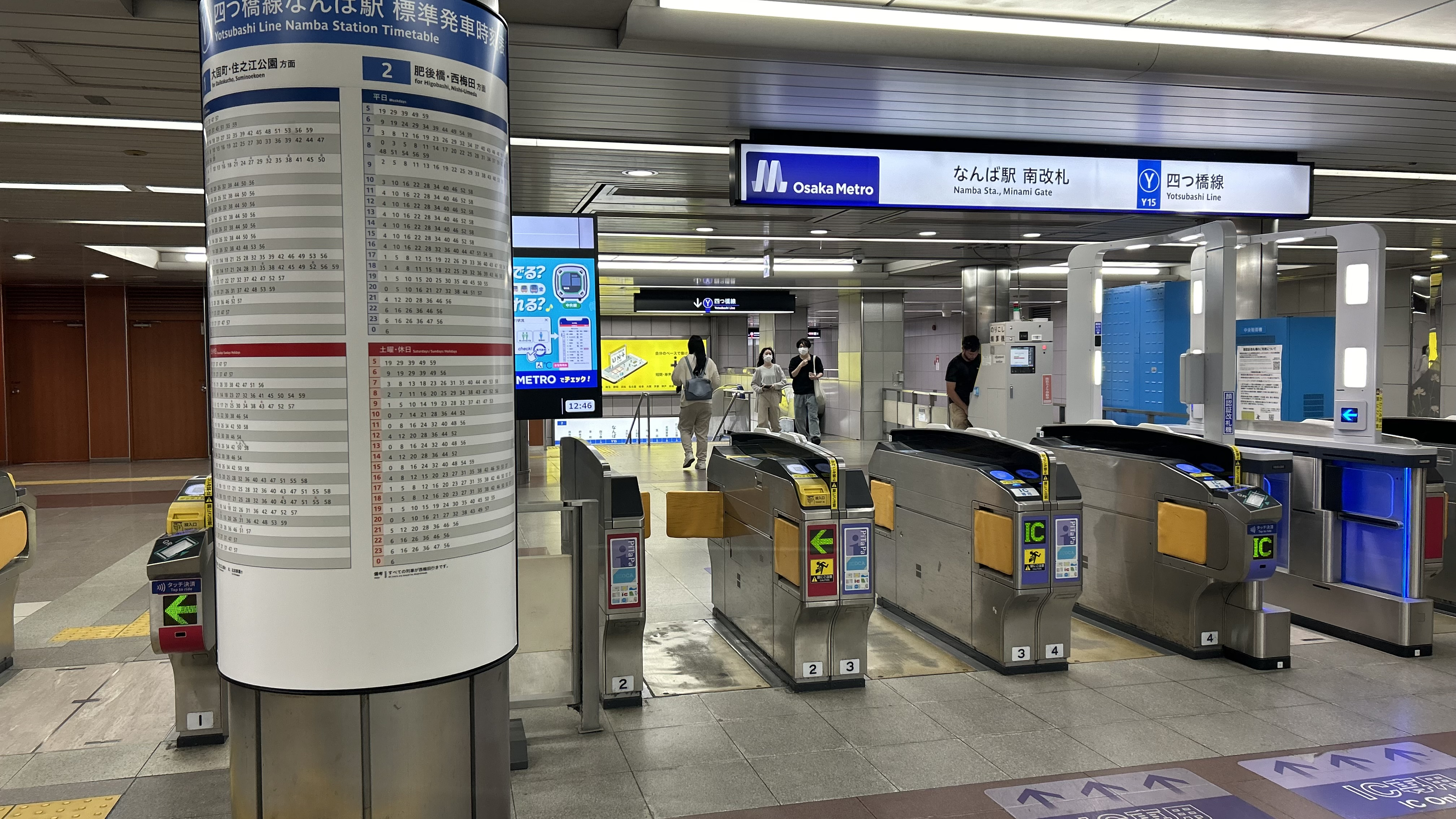
남쪽 개찰구

오사카부립 체육회관 등에서 가장 가까운 요쓰바시선 개찰구로 지하 1층에 있다. 요쓰바시 선과 난카이 난바역, 다카시마야 오사카점 등에서 가장 가까운 개찰구이기도 하지만, 지하 통로가 없어 지상을 경유해야 한다. 개찰구 근처에 오사카 메트로 분실물 센터가 있다.

### 화장실
화장실은 남남(남북), 북서(북동), 서, 북, 남 개찰구 내에 있다.

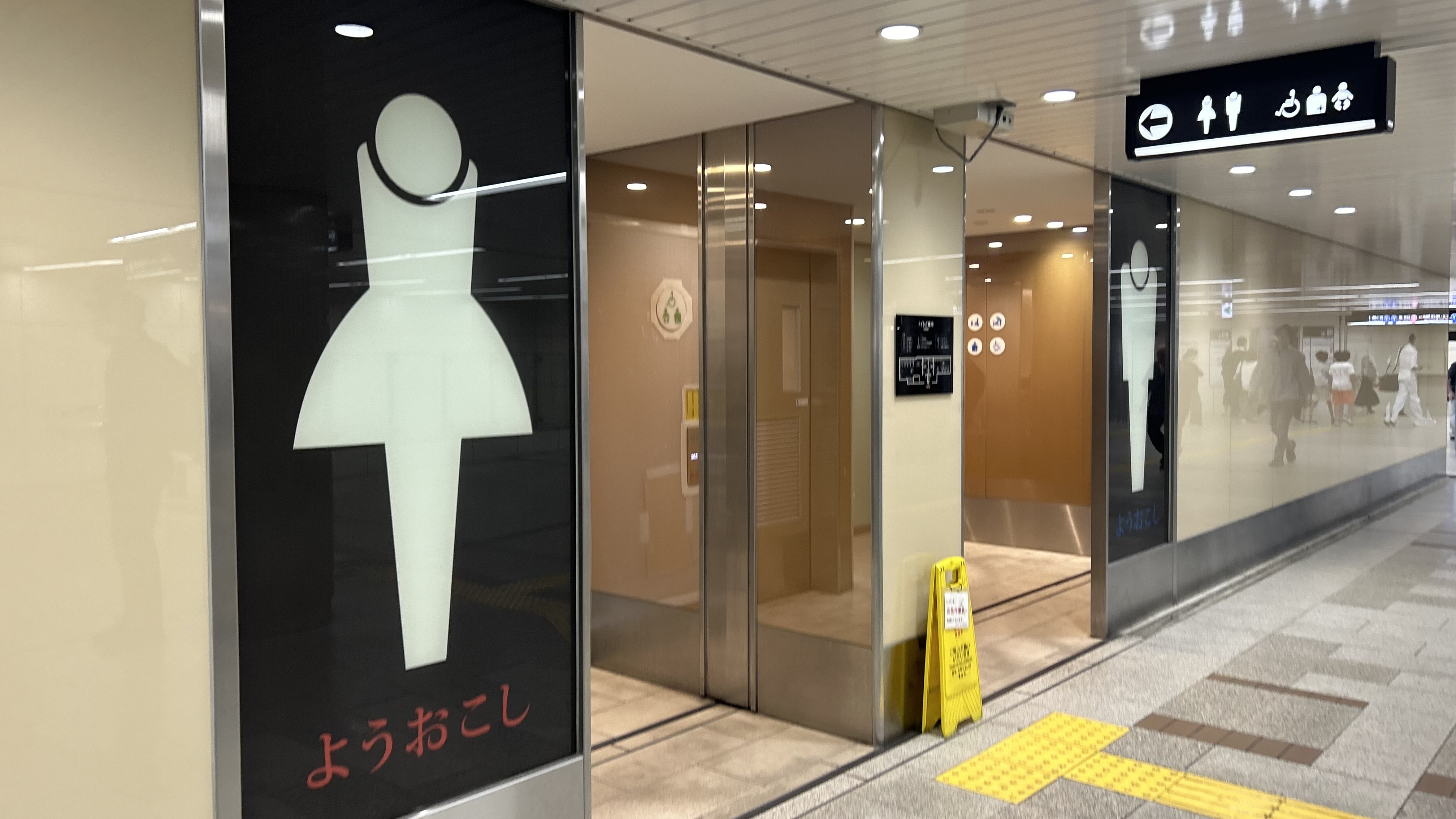
남남(남북)쪽 화장실
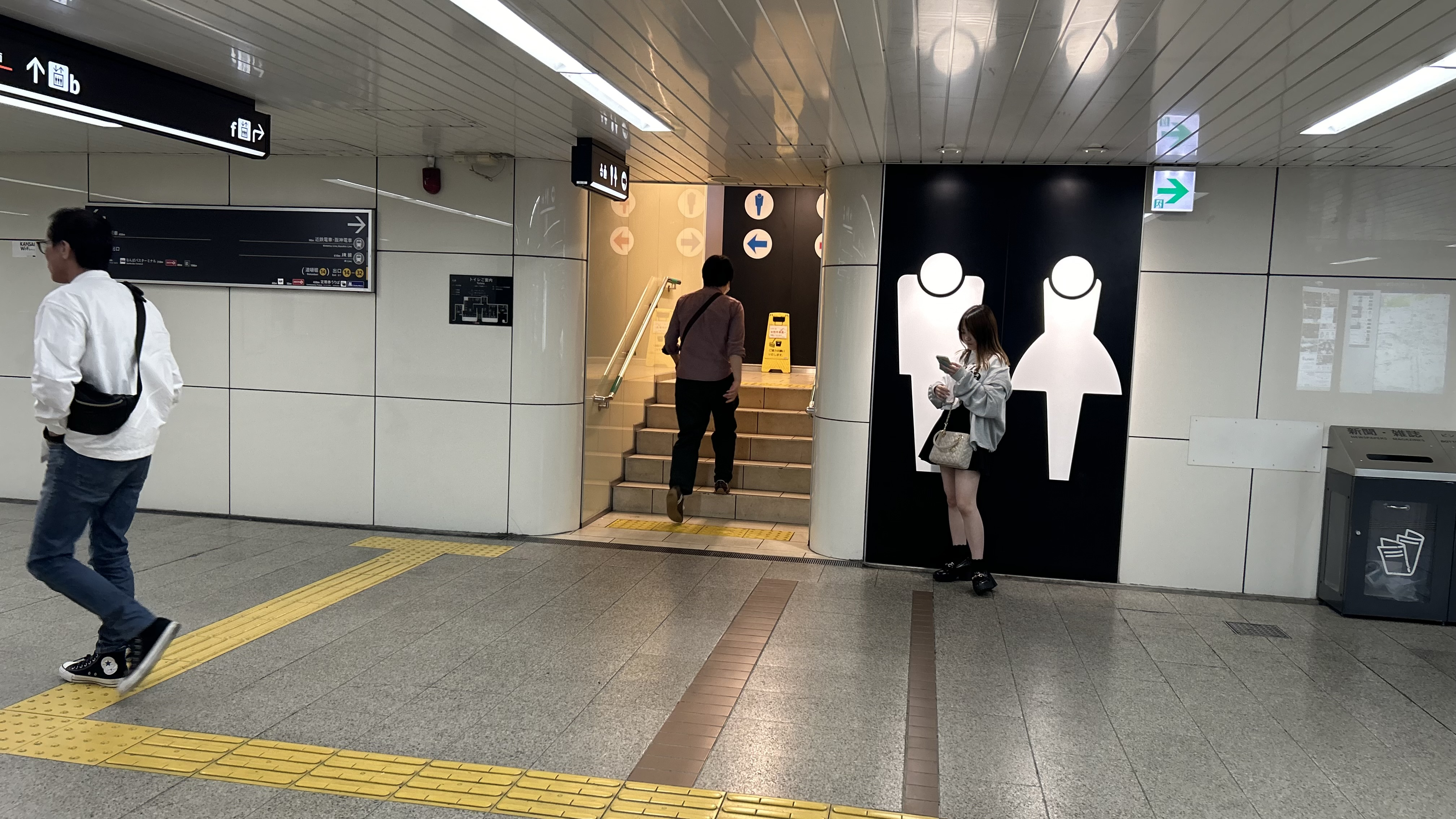
북서(북동)쪽 화장실
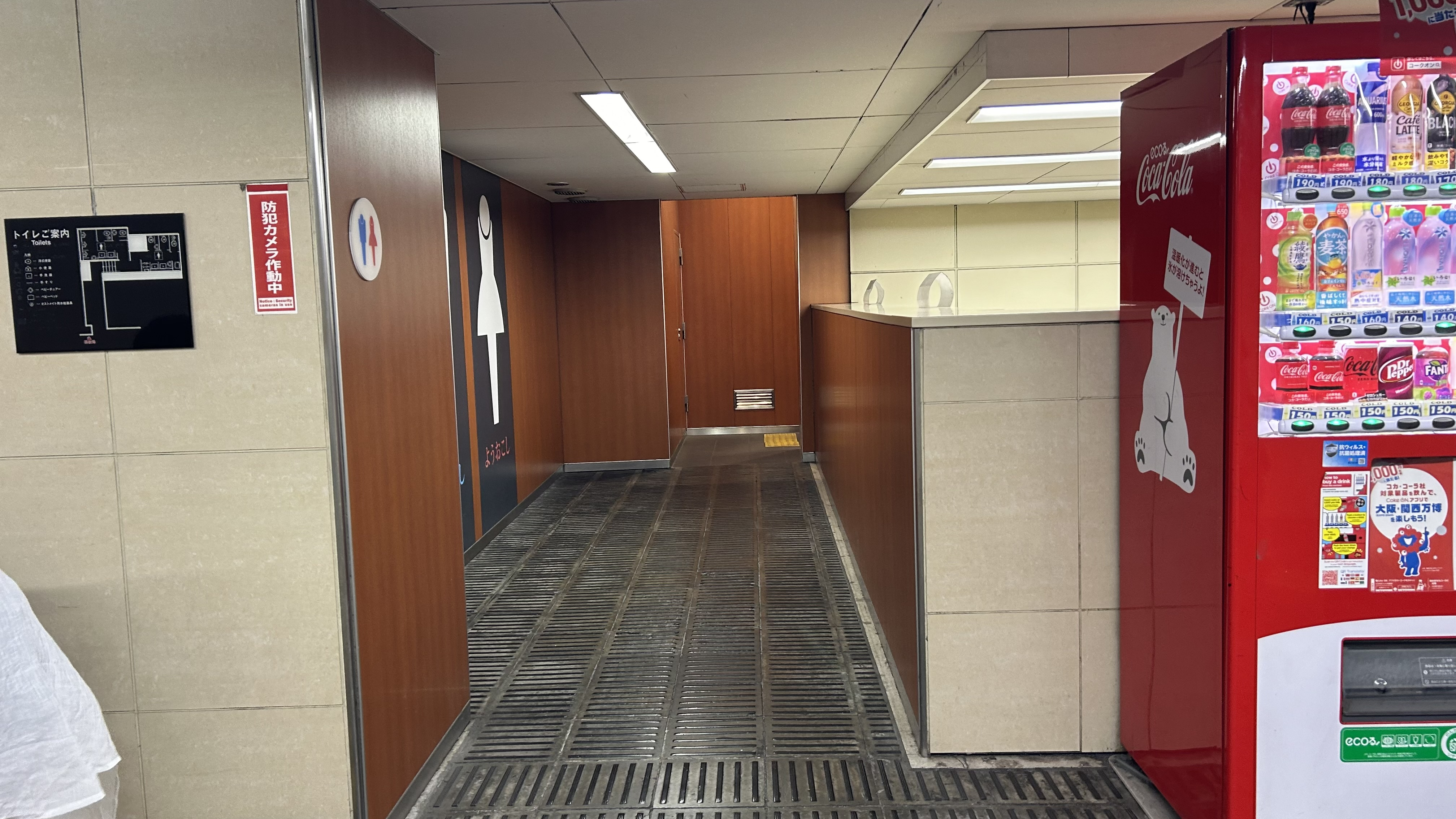
서쪽 화장실
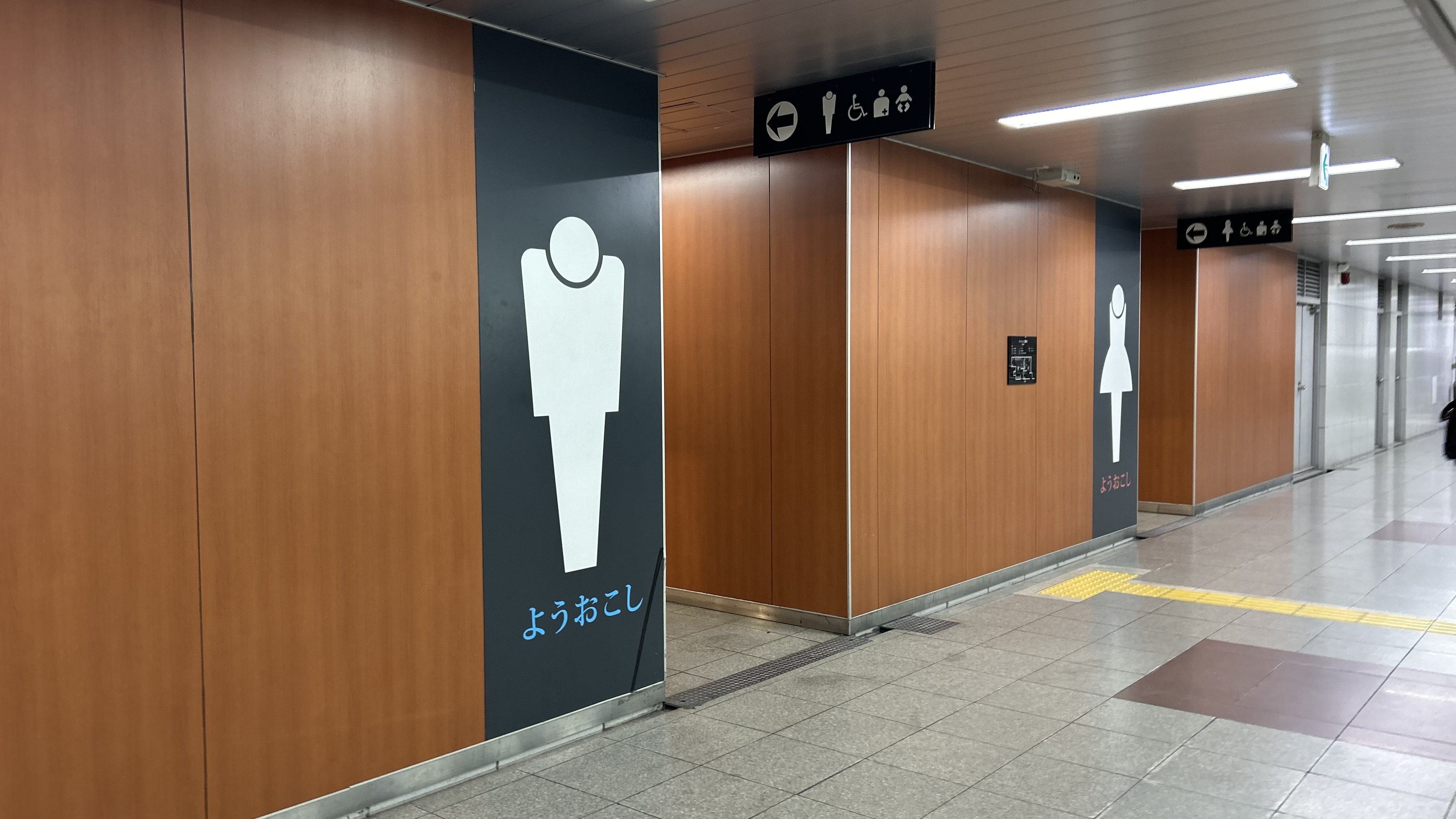
북쪽 화장실
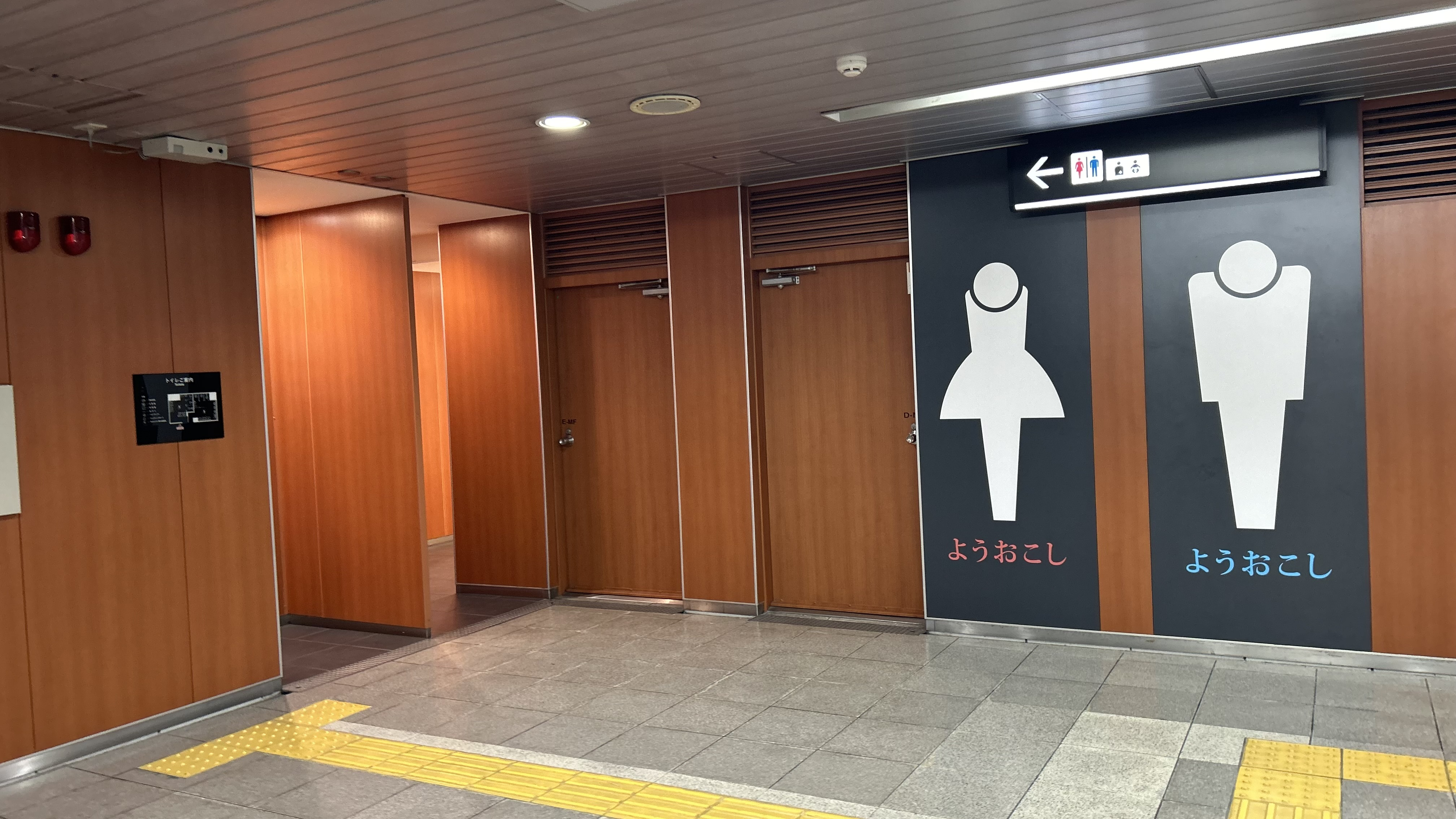
남쪽 화장실

### 출구
출구는 총 36개소가 있다. 이는 오사카 메트로 중 가장 많다.

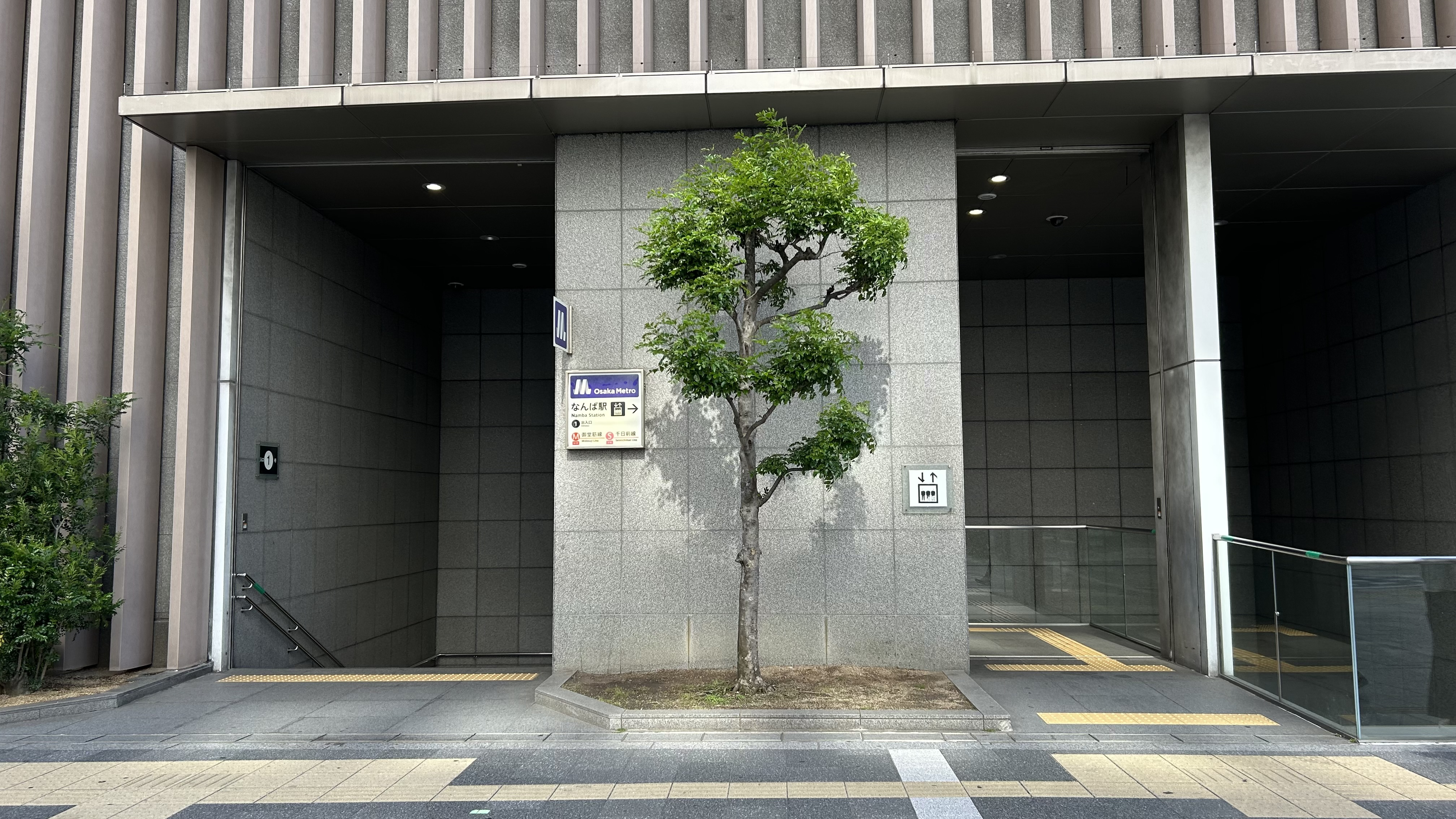
1번 출입구
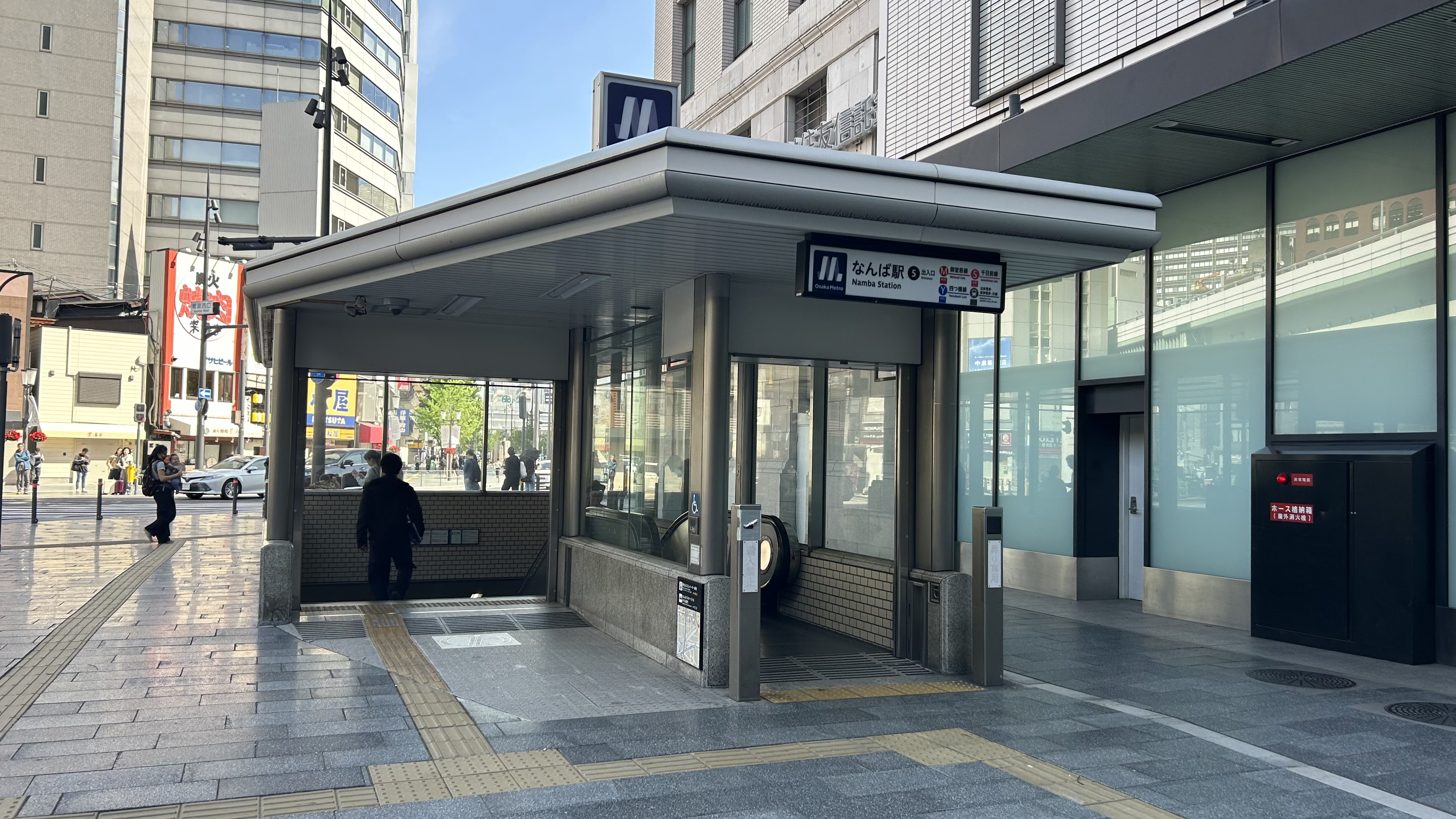
5번 출입구
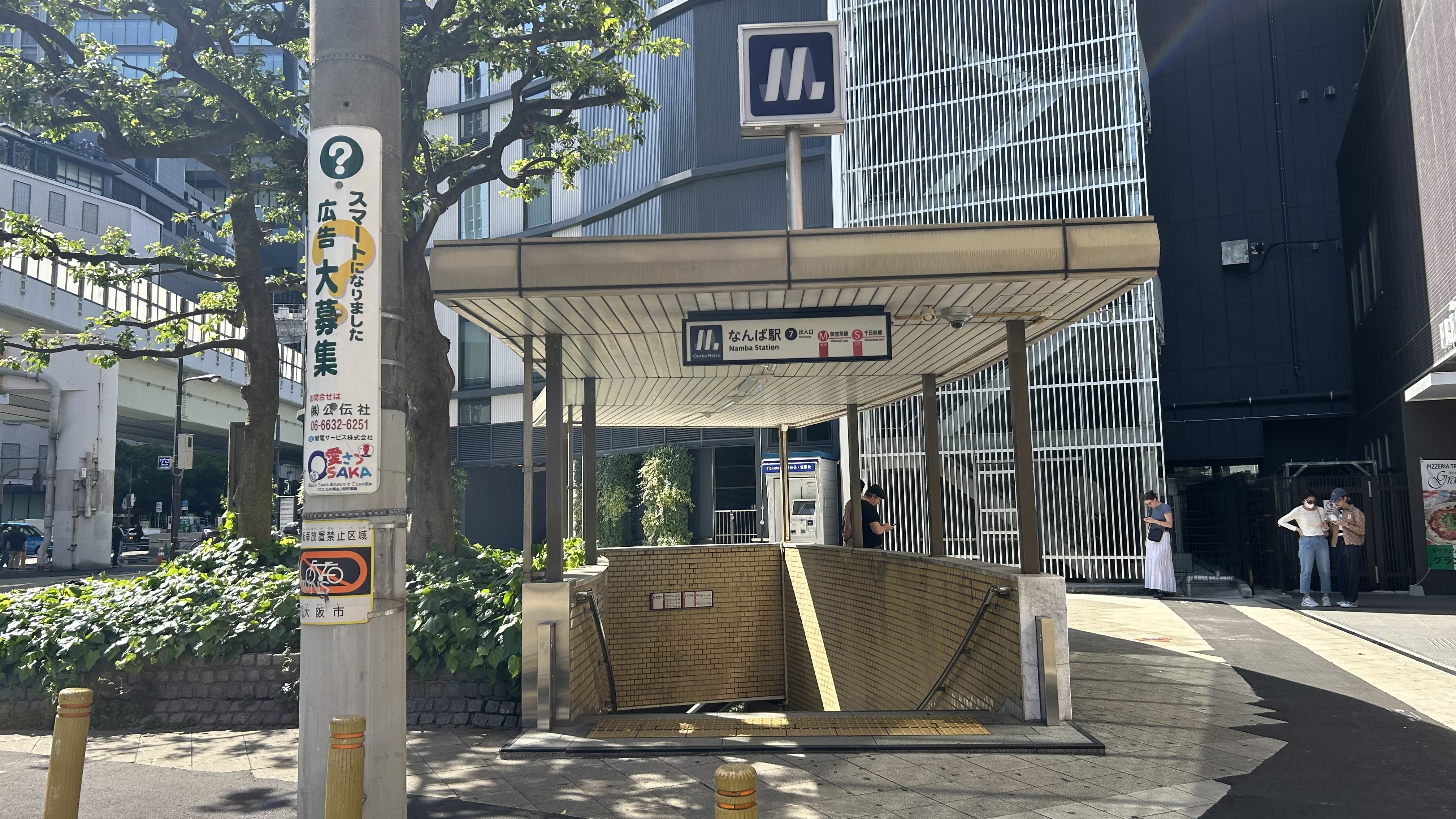
7번 출입구
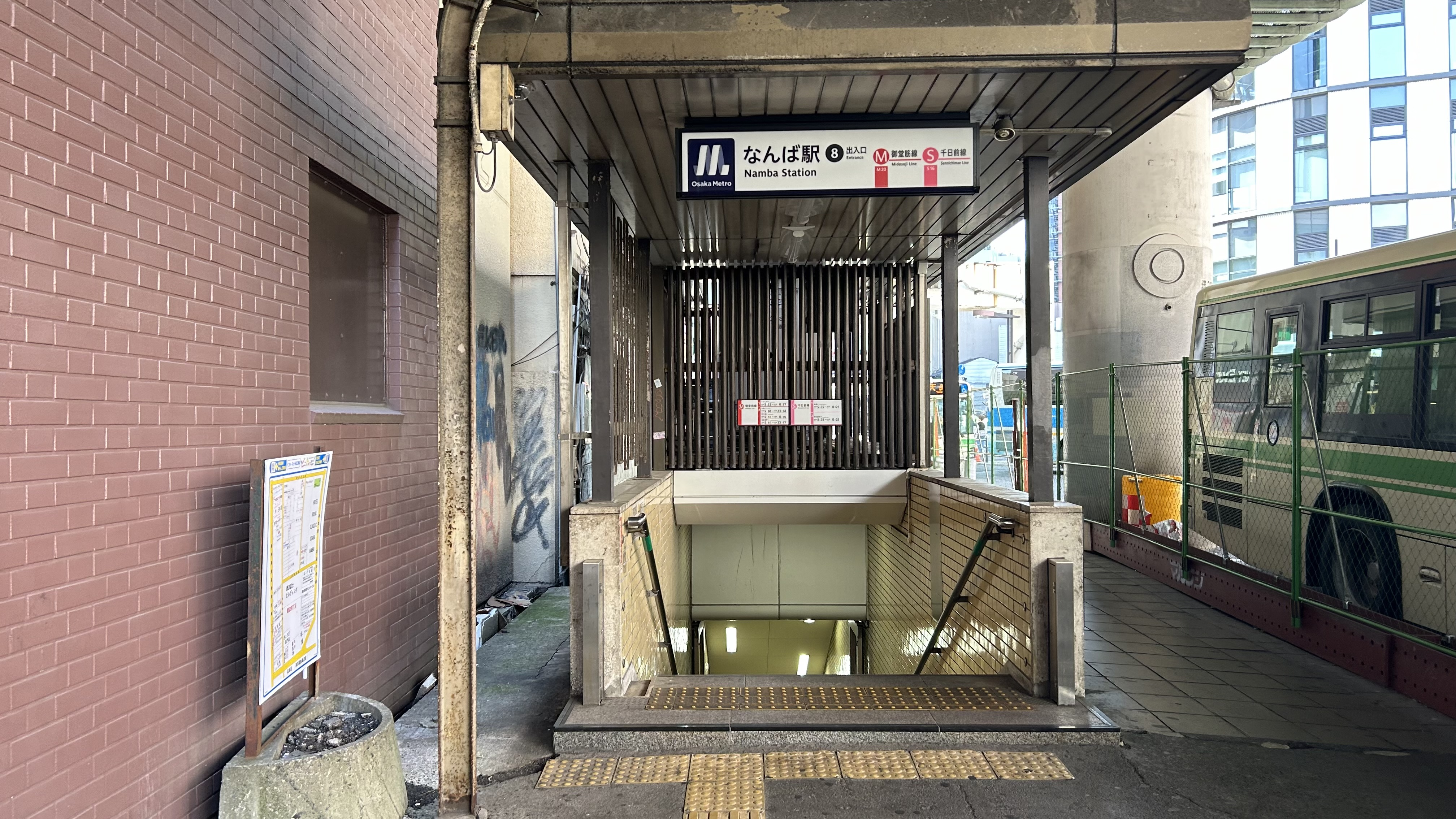
8번 출입구
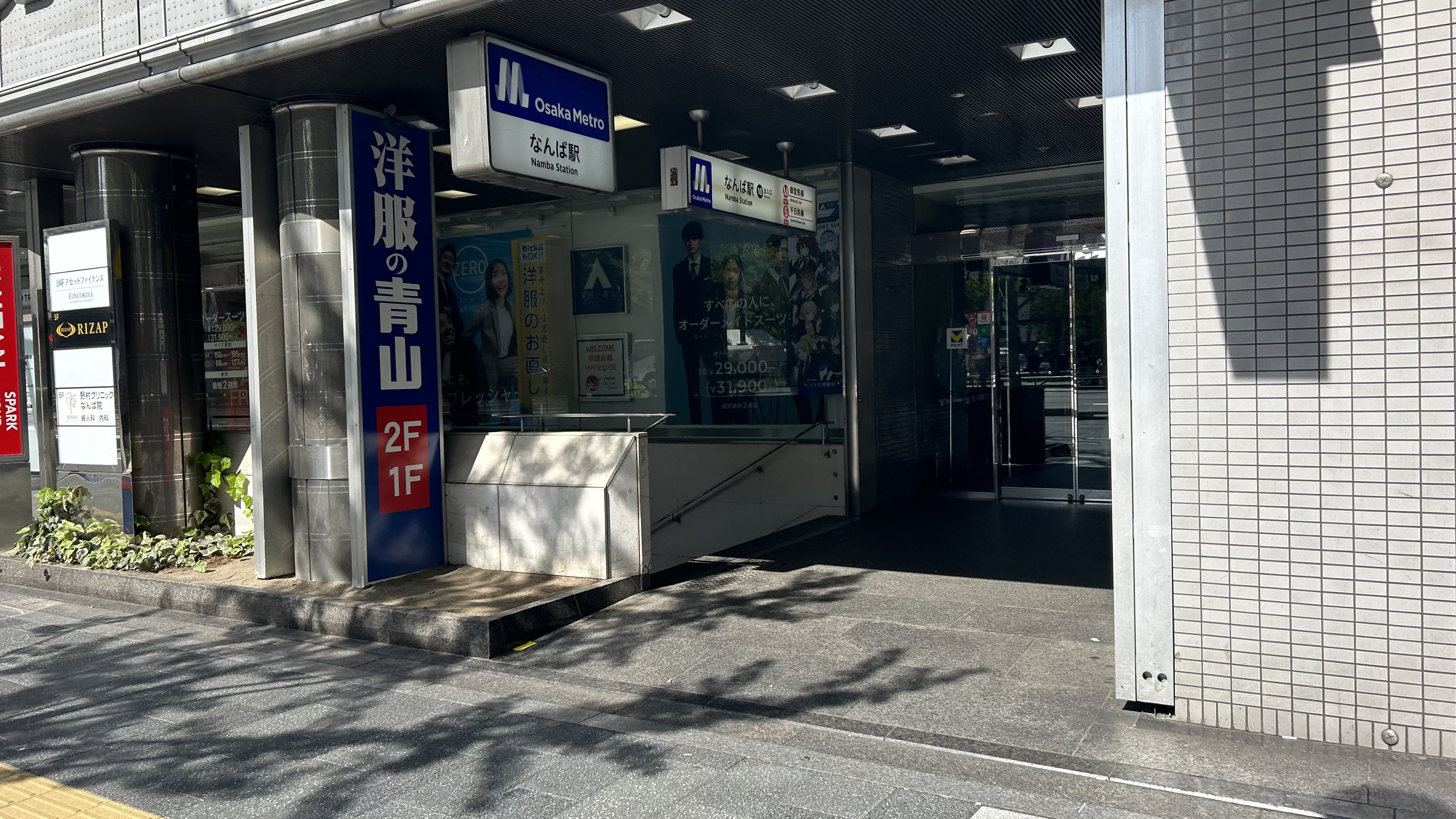
10번 출입구
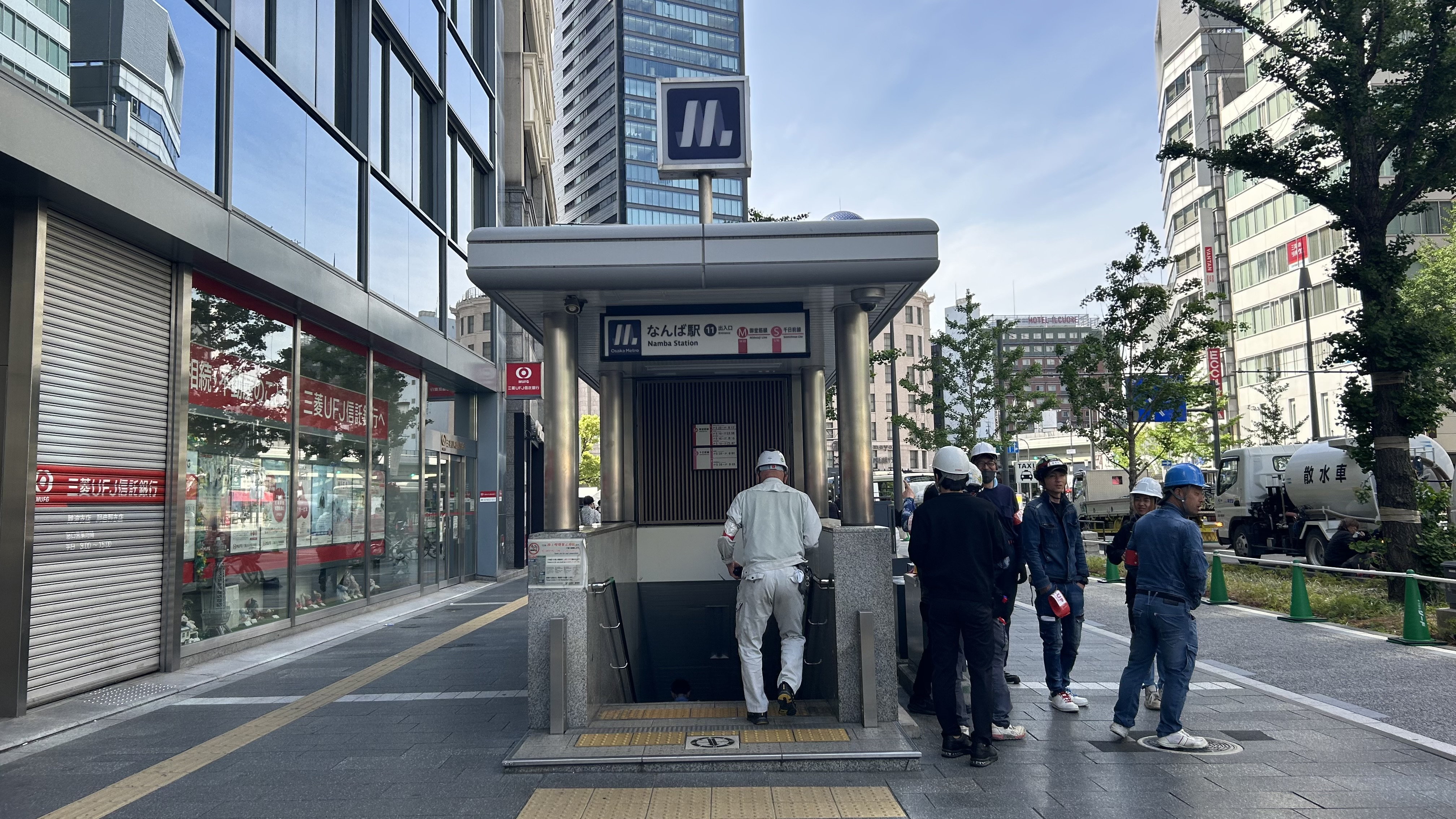
11번 출입구
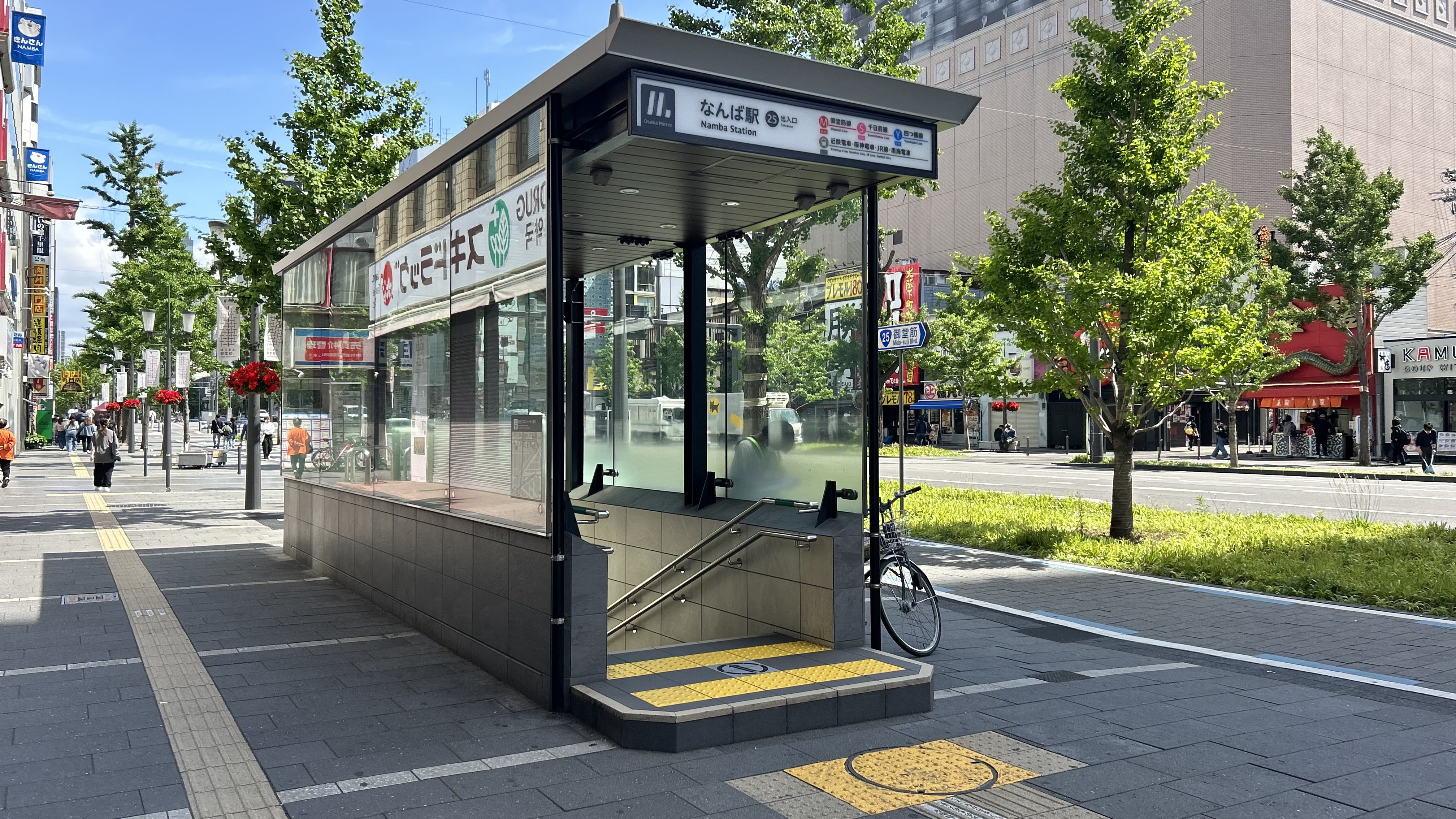
14번 출입구
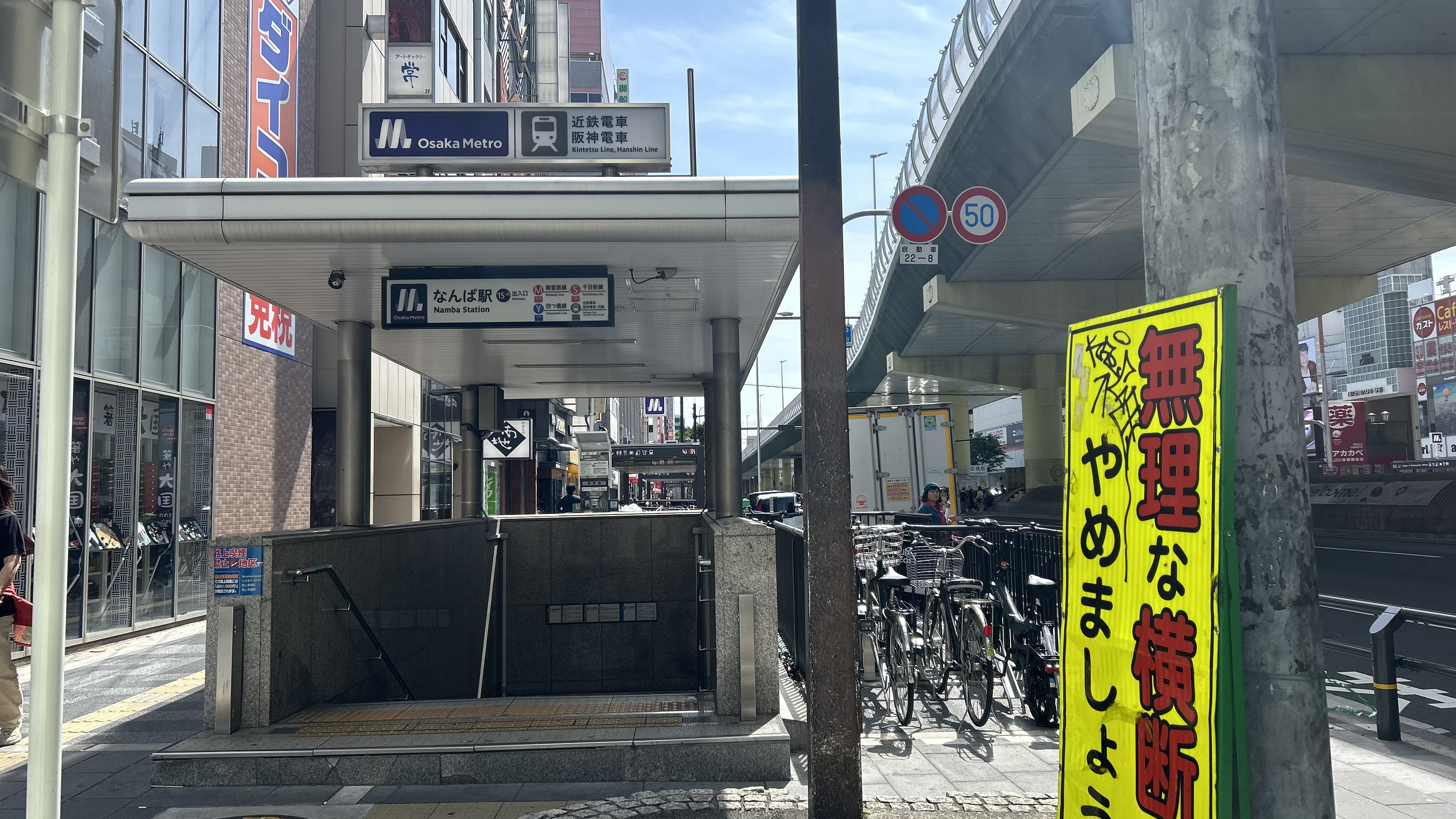
15A출입구
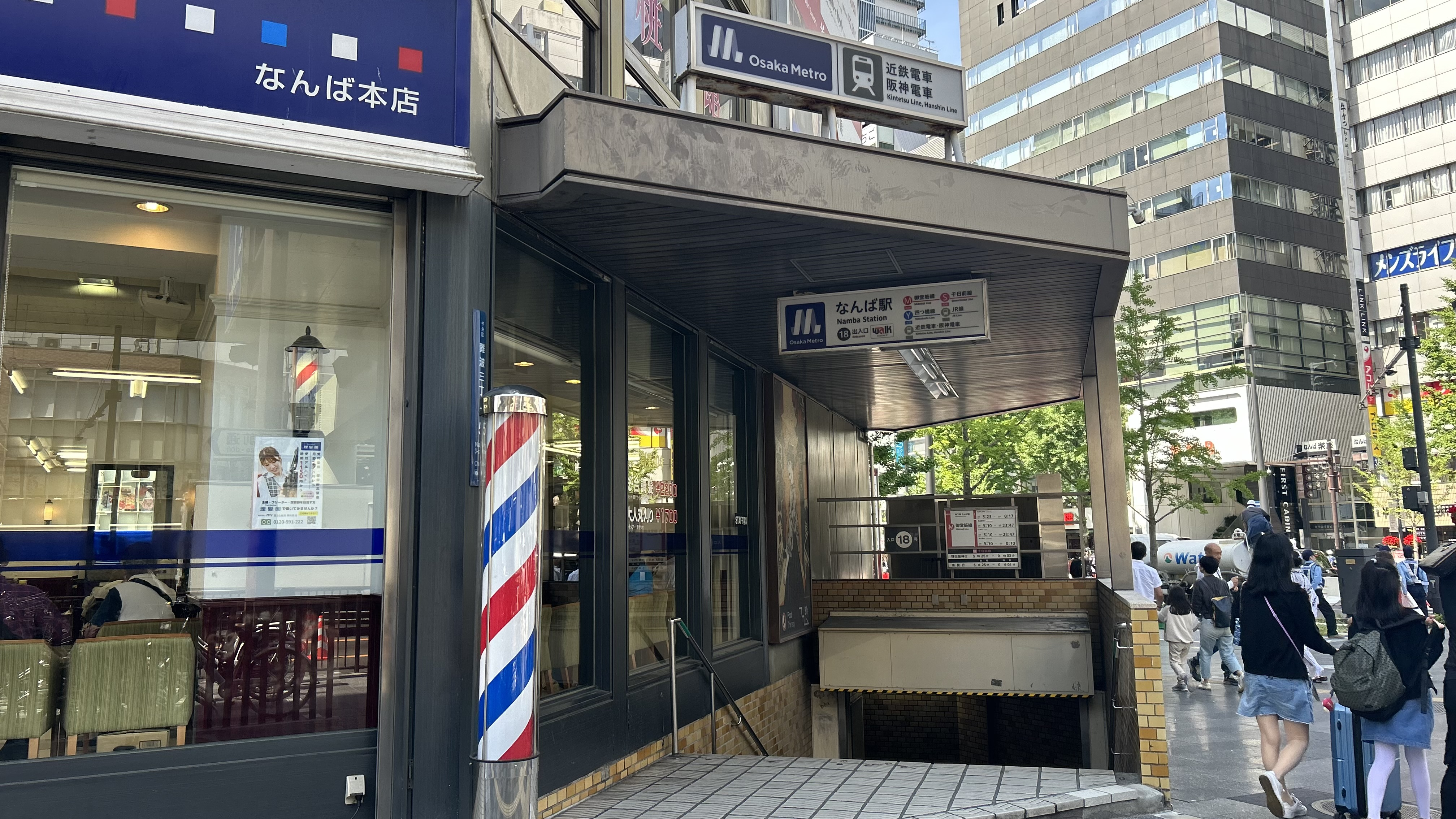
18번 출입구
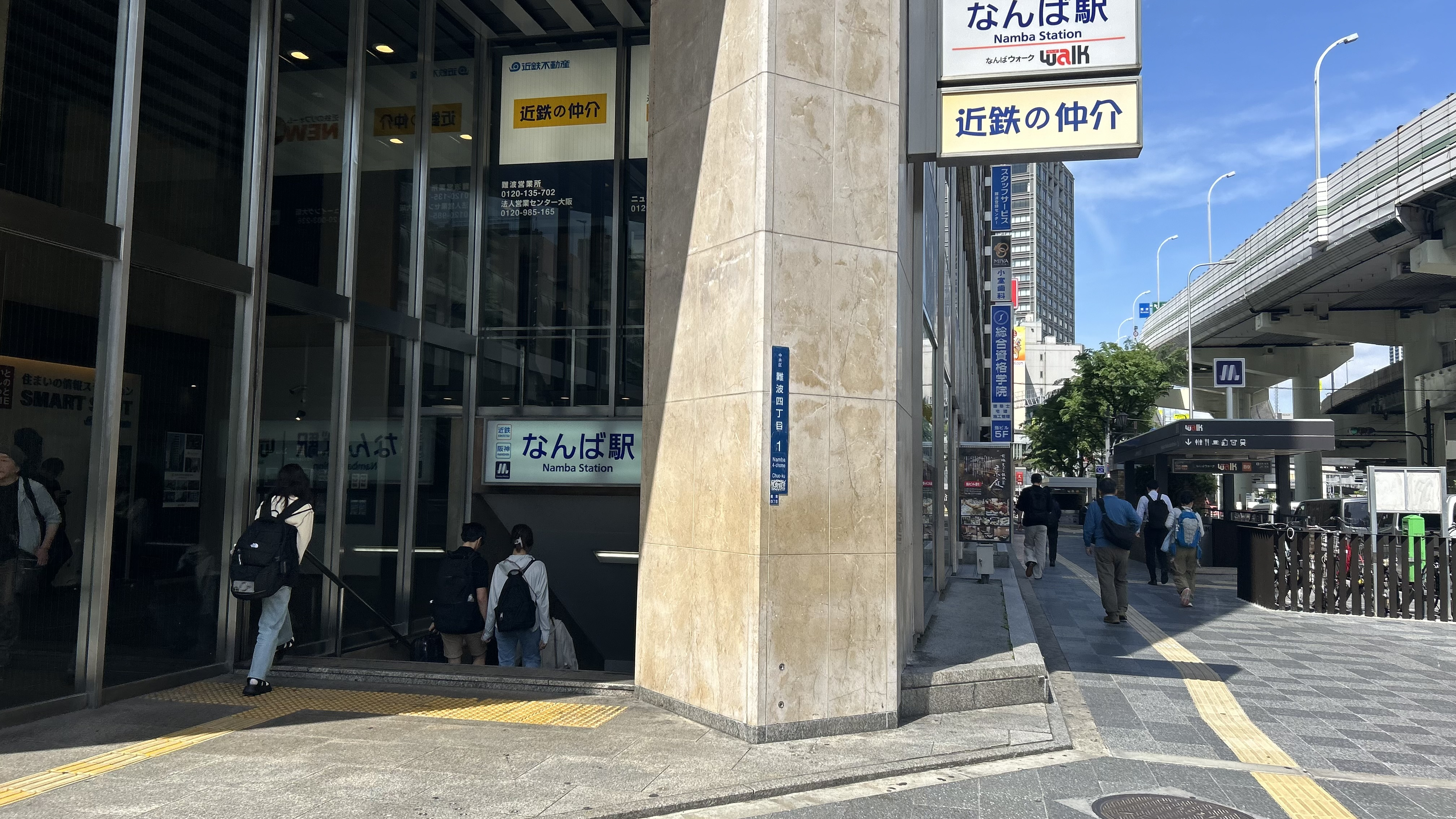
21번 출입구
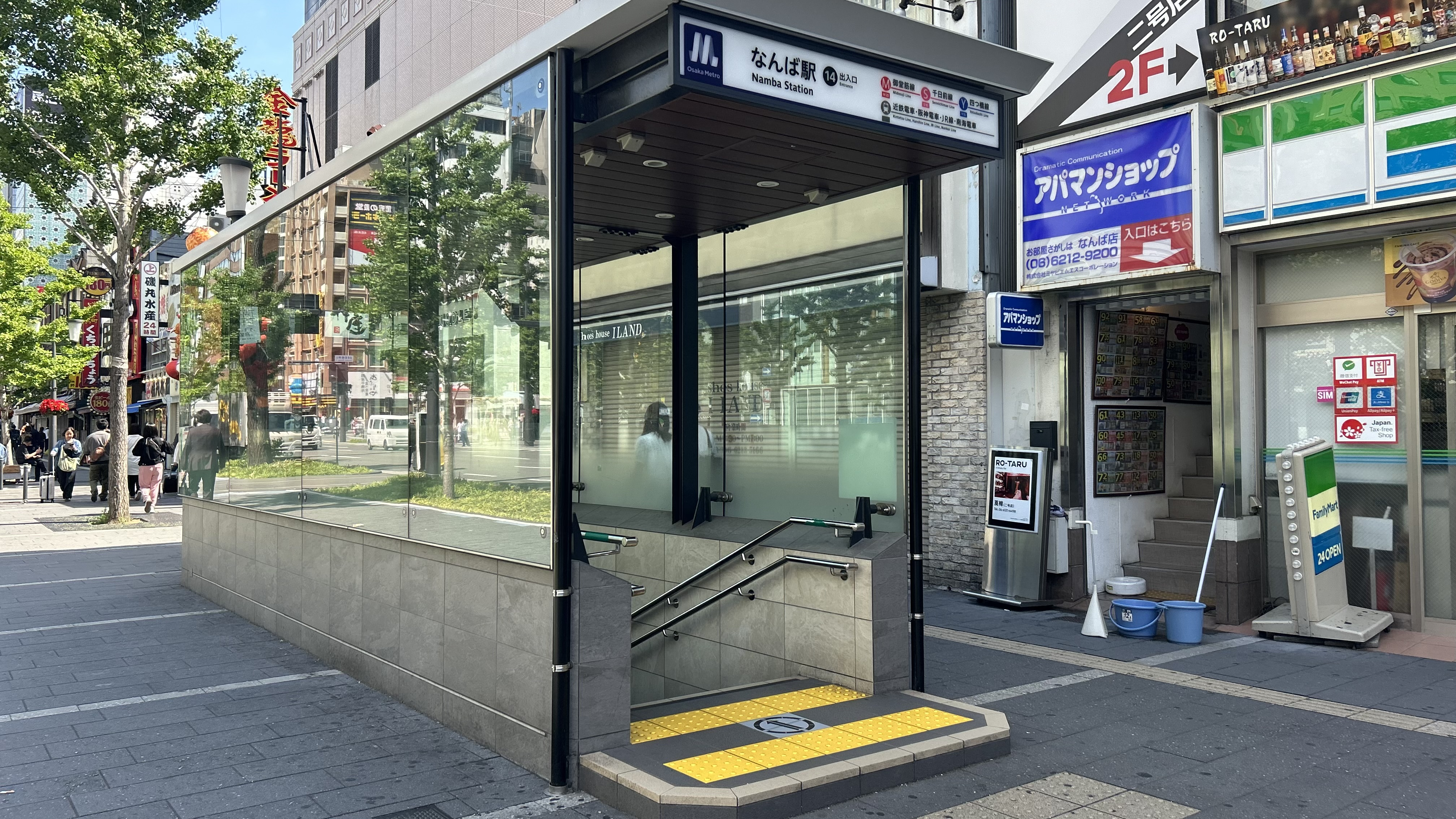
25번 출입구
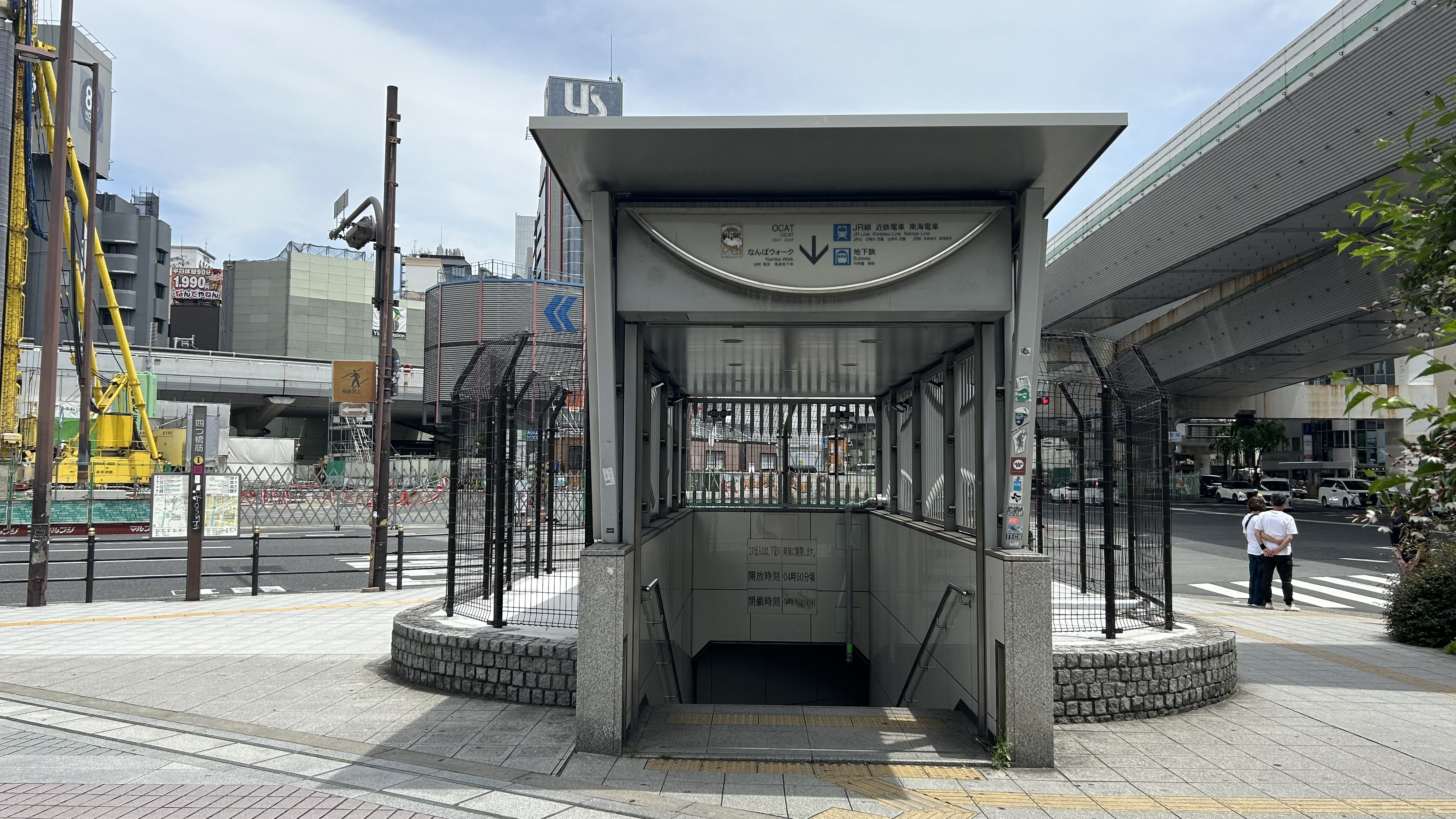
26A출입구
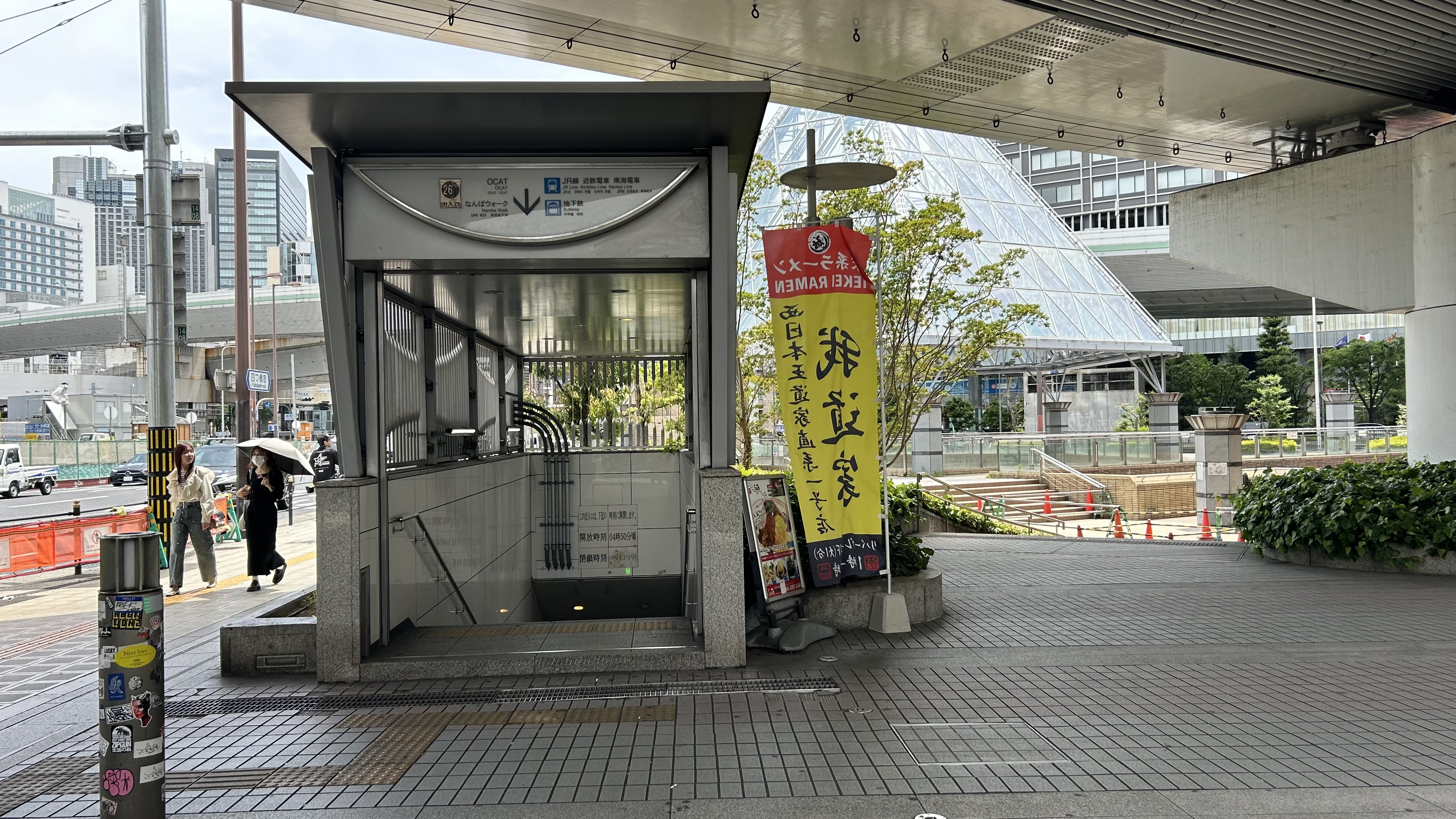
26C출입구
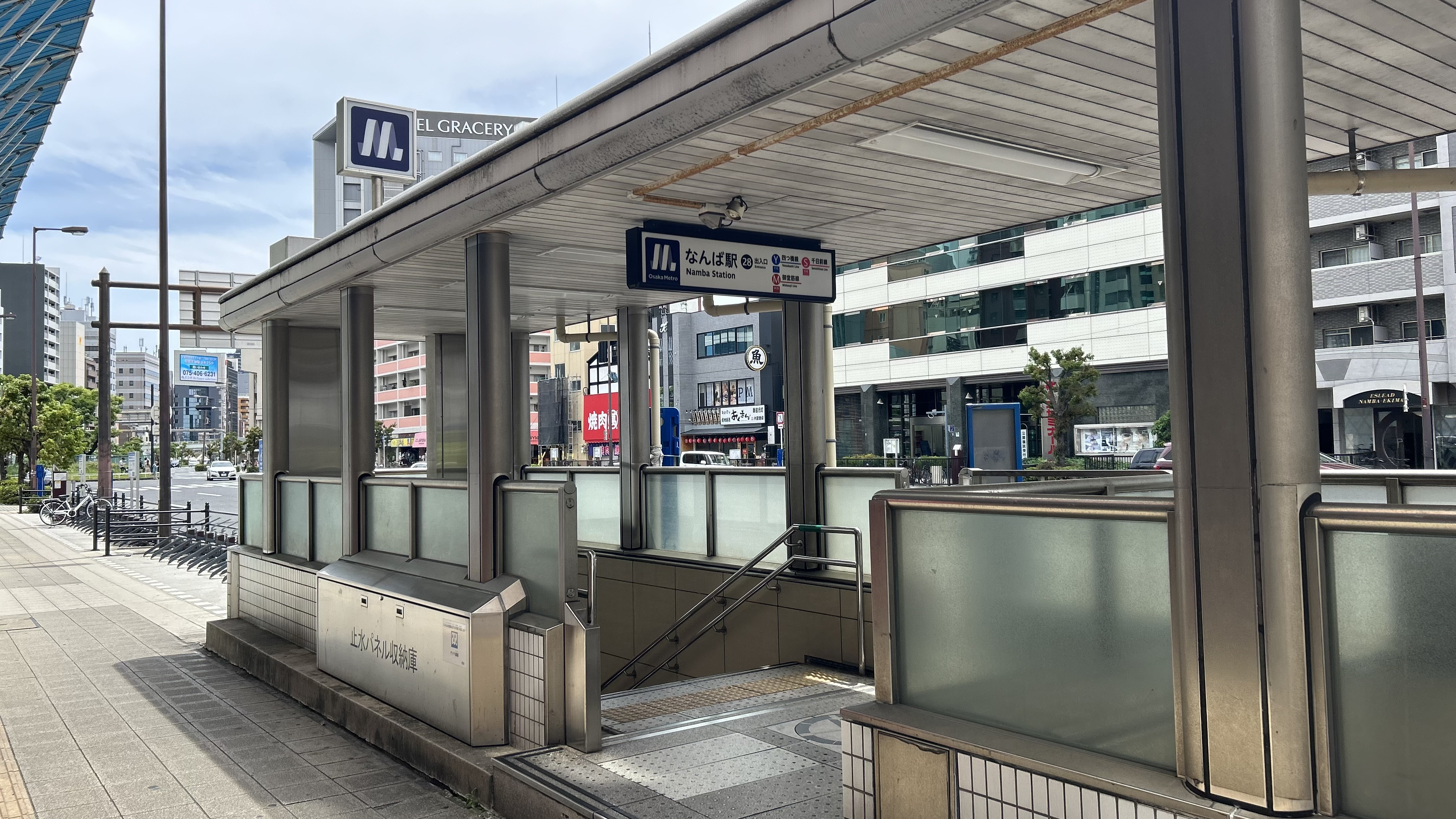
28번 출입구
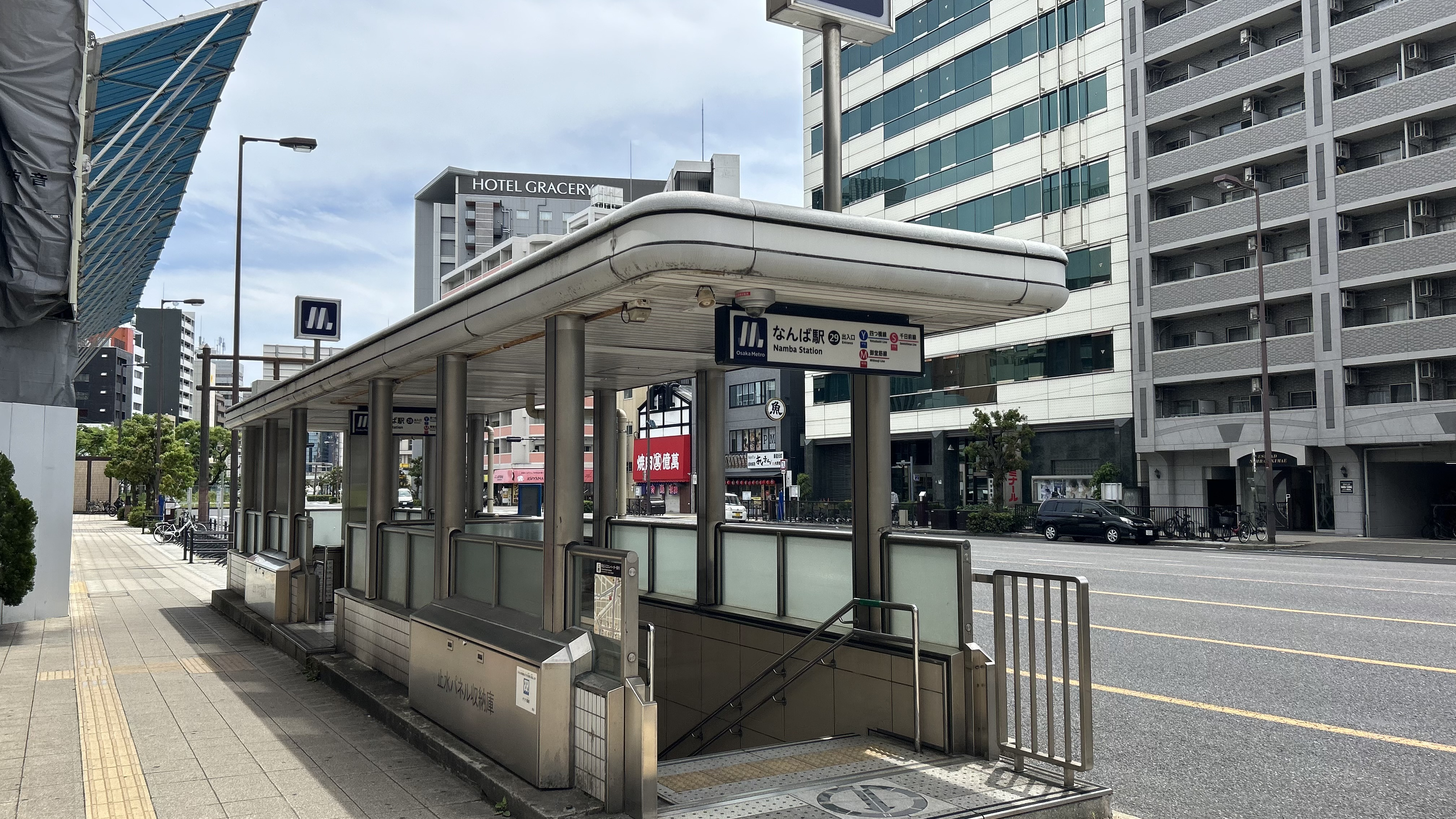
29번 출입구
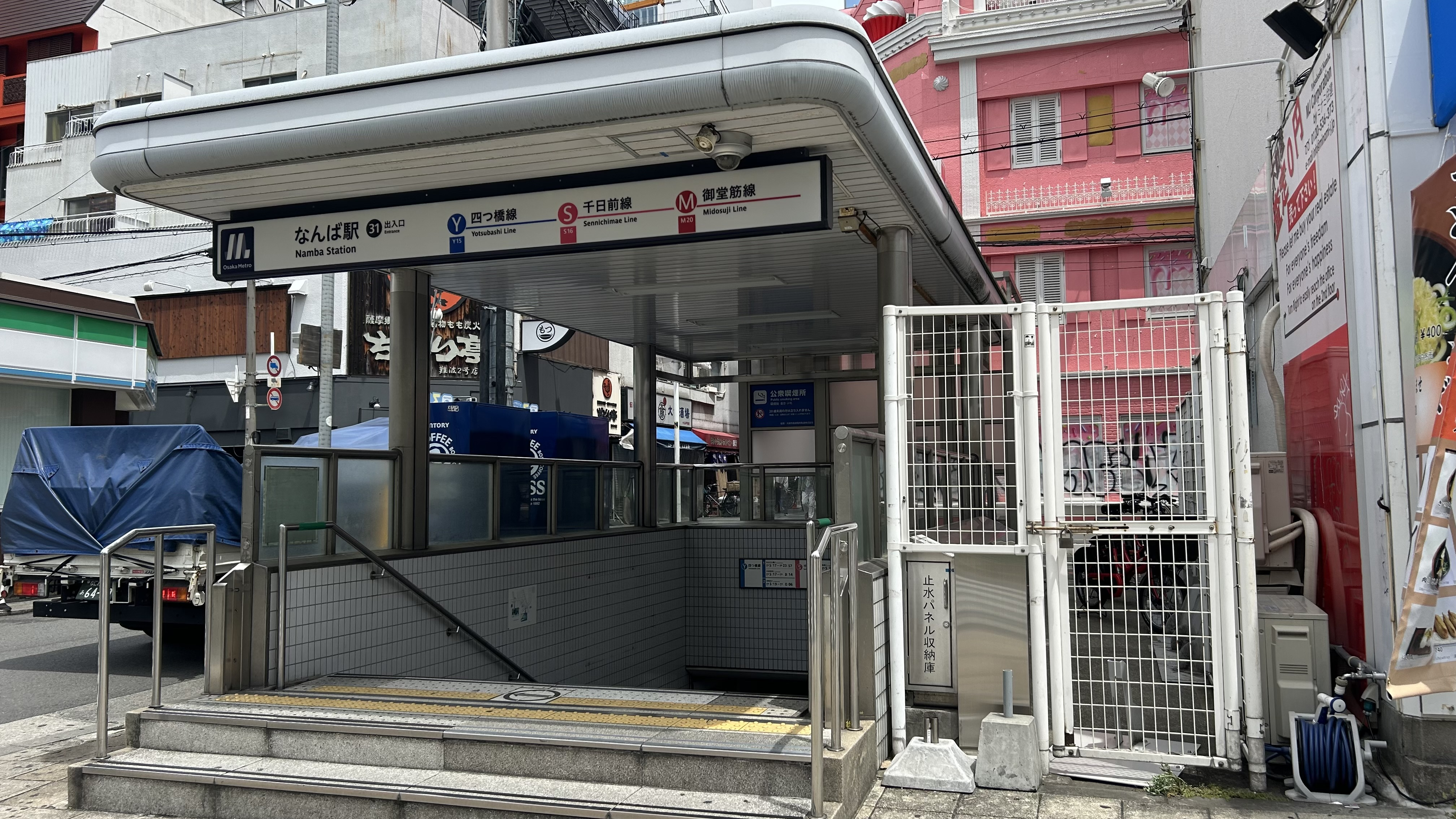
31번 출입구
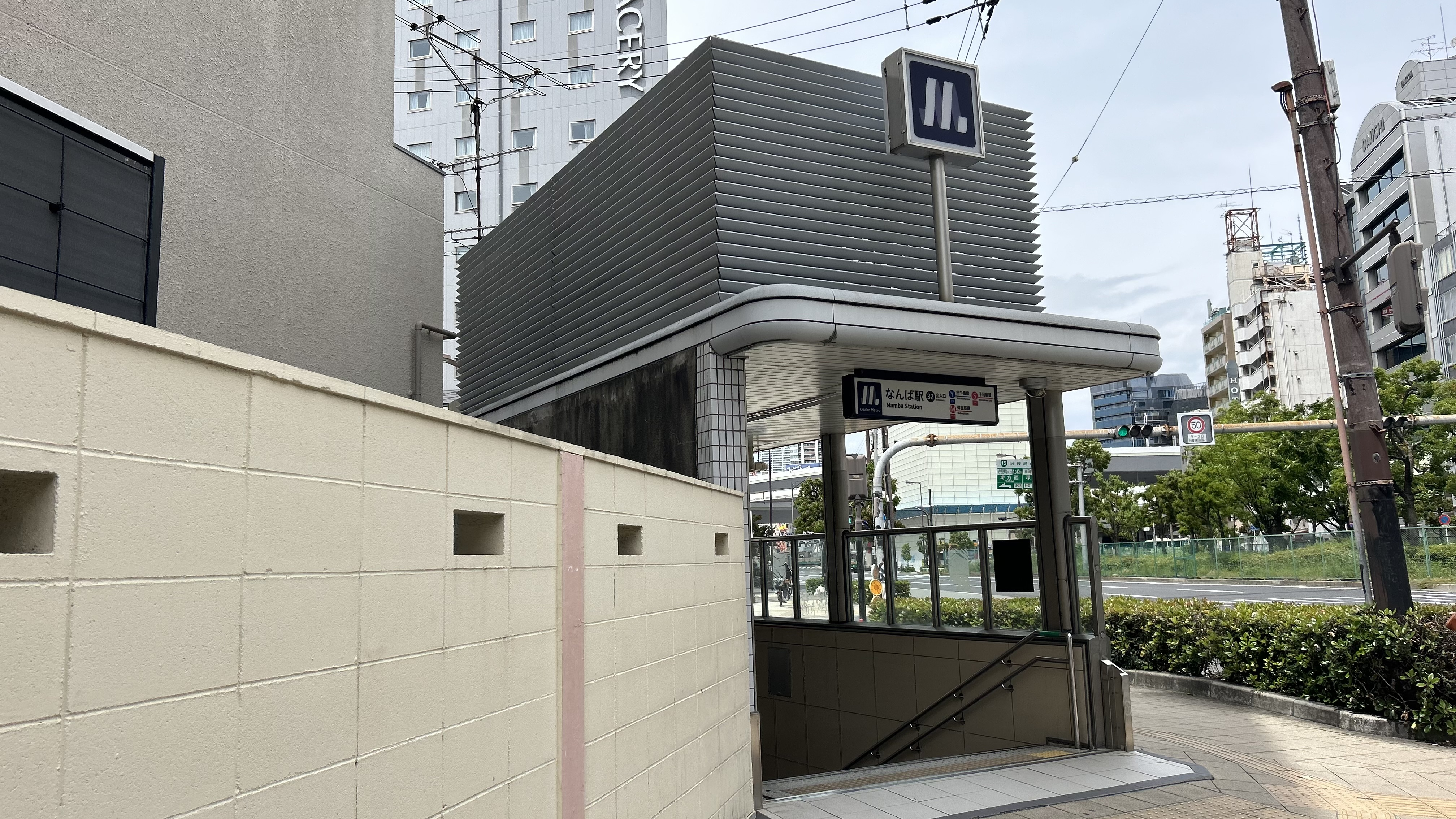
32번 출입구

| 출구 번호 | 출구 주변                                      | 연결 개찰구                 | 가까운 노선             | 지상 지하 | 비고                           |
| --------- | ---------------------------------------------- | --------------------------- | ----------------------- | --------- | ------------------------------ |
| 1         |                                                | 남북 개찰구 남북 개찰구     | 미도스지선              | 지상      | 엘리베이터 있음                |
| 2         | NAMBA 난난                                     | 남북 개찰구 남북 개찰구     | 미도스지선              | 지하      |                                |
| 3         | NAMBA 난난                                     | 남북 개찰구 남북 개찰구     | 미도스지선              | 지하      |                                |
| 4         | 난카이전철・다카시마야・난바 CITY・난바 파크스 | 남북 개찰구 남북 개찰구     | 미도스지선              | 지하      |                                |
| 5         |                                                | 남북 개찰구 남북 개찰구     | 미도스지선              | 지상      |                                |
| 6         |                                                | 남북 개찰구 남북 개찰구     | 미도스지선              | 지하      |                                |
| 7         |                                                | 남북 개찰구 남북 개찰구     | 미도스지선              | 지상      |                                |
| 8         |                                                | 남북 개찰구 남북 개찰구     | 미도스지선              | 지상      |                                |
| 9         |                                                | 남북 개찰구 남북 개찰구     | 미도스지선              | 지하      |                                |
| 10        |                                                | 남북 개찰구 남북 개찰구     | 미도스지선              | 지상      |                                |
| 11        |                                                | 중개찰구                    | 미도스지선              | 지상      |                                |
| 12        |                                                | 중개찰구                    | 미도스지선              | 지하      | 엘리베이터 있음                |
| 13        |                                                | 중개찰구                    | 미도스지선              | 지하      | 엘리베이터 있음                |
| 14        | 도톤보리・물 뿌리기 부동(호젠지)               | 북서쪽 개찰구 북동쪽 개찰구 | 미도스지선 센니치마에선 | 지상      |                                |
| 15A       |                                                | 북서쪽 개찰구 북동쪽 개찰구 | 미도스지선 센니치마에선 | 지상      |                                |
| 15B       | 난바 힙스 연락통로                             | 북서쪽 개찰구 북동쪽 개찰구 | 미도스지선 센니치마에선 | 지하      | 엘리베이터 있음                |
| 16        | 난바 워크                                      | 북서쪽 개찰구 북동쪽 개찰구 | 미도스지선 센니치마에선 | 지하      |                                |
| 17        | 난바 워크                                      | 북서쪽 개찰구 북동쪽 개찰구 | 미도스지선 센니치마에선 | 지하      |                                |
| 18        |                                                | 북서쪽 개찰구 북동쪽 개찰구 | 미도스지선 센니치마에선 | 지상      |                                |
| 19        |                                                | 북서쪽 개찰구 북동쪽 개찰구 | 미도스지선 센니치마에선 | 지하      |                                |
| 20        |                                                | 북서쪽 개찰구 북동쪽 개찰구 | 미도스지선 센니치마에선 | 지하      |                                |
| 21        |                                                | 북서쪽 개찰구 북동쪽 개찰구 | 미도스지선 센니치마에선 | 지상      |                                |
| 22        | 난바 워크                                      | 북서쪽 개찰구 북동쪽 개찰구 | 미도스지선 센니치마에선 | 지하      |                                |
| 23        | 난바 워크                                      | 북서쪽 개찰구 북동쪽 개찰구 | 미도스지선 센니치마에선 | 지하      |                                |
| 24        |                                                | 북서쪽 개찰구 북동쪽 개찰구 | 미도스지선 센니치마에선 | 지하      |                                |
| 25        | 대한민국 총영사관                              | 북서쪽 개찰구 북동쪽 개찰구 | 미도스지선 센니치마에선 | 지상      | 엘리베이터 있음                |
| 26A       |                                                | 북쪽 개찰구                 | 요쓰바시선 센니치마에선 | 지상      |                                |
| 26B       |                                                | 북쪽 개찰구                 | 요쓰바시선 센니치마에선 | 지하      |                                |
| 26C       | 미나토마치 선착장                              | 북쪽 개찰구                 | 요쓰바시선 센니치마에선 | 지상      |                                |
| 26D       |                                                | 북쪽 개찰구                 | 요쓰바시선 센니치마에선 | 지상      | 2032년 3월말까지 폐쇄          |
| 27        |                                                | 북쪽 개찰구                 | 요쓰바시선 센니치마에선 | 지하      |                                |
| 28        |                                                | 북쪽 개찰구                 | 요쓰바시선 센니치마에선 | 지상      | 이용 가능 시간 4:50- 막차 시간 |
| 29        |                                                | 북쪽 개찰구                 | 요쓰바시선 센니치마에선 | 지상      | 이용 가능 시간 4:50- 막차 시간 |
| 30        |                                                | 북쪽 개찰구                 | 요쓰바시선 센니치마에선 | 지하      |                                |
| 31        |                                                | 남쪽 개찰구                 | 요쓰바시선              | 지상      | 이용 가능 시간 4:50- 막차 시간 |
| 32        |                                                | 남쪽 개찰구                 | 요쓰바시선              | 지상      | 이용 가능 시간 4:50- 막차 시간 |

- 1번 출입구
- 5번 출입구
- 7번 출입구
- 8번 출입구
- 10번 출입구
- 11번 출입구
- 14번 출입구
- 15A출입구
- 18번 출입구
- 21번 출입구
- 25번 출입구
- 26A출입구
- 26C출입구
- 28번 출입구
- 29번 출입구
- 31번 출입구
- 32번 출입구

## 인접역
| ■ 오사카 메트로 미도스지선   | ■ 오사카 메트로 미도스지선 | ■ 오사카 메트로 미도스지선       |
| ---------------------------- | -------------------------- | -------------------------------- |
| M19 신사이바시 에사카 방면   |                            | 다이코쿠초 M21 나카모즈 방면     |
| ■ 오사카 메트로 요쓰바시선   |                            |                                  |
| Y14 요쓰바시 니시우메다 방면 |                            | 다이코쿠초 Y16 스미노에코엔 방면 |
| ■ 오사카 메트로 센니치마에선 |                            |                                  |
| S15 사쿠라가와 노다한신 방면 |                            | 닛폰바시 S17 미나미타쓰미 방면   |